# Arica
San Marcos de Arica, conocida simplemente como Arica, es una ciudad, comuna y puerto del Norte Grande de Chile, capital de la provincia homónima y de la región de Arica y Parinacota. Se encuentra ubicada en la frontera septentrional de Chile, a 18 kilómetros (11 millas) al sur de la frontera con Perú, en un recodo de la costa occidental de América del Sur conocida como la Curva de Arica, considerado un punto de inflexión del Cono Sur, siendo Arica un punto clave de este último.
Arica es un puerto de relevancia estratégica para el comercio internacional, especialmente para Bolivia, ya que funciona como puerto libre para ese país y gestiona una parte significativa de su comercio exterior. La posición estratégica de la ciudad se ve reforzada por estar conectada por la carretera Panamericana, que la une con el resto de Chile al sur y con Tacna, Perú al norte. Además, cuenta con los ferrocarriles internacionales de Arica-Tacna y Arica-La Paz que conecta con La Paz en Bolivia y, también, está servida por el Aeropuerto Internacional Chacalluta.
Conocida como la «Ciudad de la Eterna Primavera» debido a su clima agradable, Arica también es llamada la «Puerta Norte» de Chile por su proximidad a la frontera con Perú. Arica se caracteriza por su diversidad cultural, folclórica y étnica, así como por su riqueza histórica, destacándose las momias Chinchorro, consideradas entre las más antiguas del mundo.
El 8 de octubre de 2007, la ciudad se convirtió en la capital de la Región de Arica y Parinacota.

## Historia

### Período precolombino
El territorio donde actualmente se encuentra Arica ha estado poblado desde hace más de 11 500 años. Fue ocupado por diversos pueblos precolombinos, entre los que destacan los camanchacos y los chinchorro, uno de los primeros pueblos con comunidad aldeana, que realizaron rituales mortuorios a todos sus miembros, efectuando para ello la momificación.
Entre los siglos IV y IX, la región fue dominada por la cultura tiahuanaco, quienes formaron un caserío al que llamaron Ariacca, Ariaka o Ariqui —topónimos aimaras provenientes de las voces ari ('cerro, peñón') y acca ('vecino') «Lugar junto al Morro» según Carlos Auza Arce, ari ('filo') y aka ('punta') «Punta cortante» según Manuel A. Quiroga, y ari ('cerro, peñón') e iqui ('lugar de dormir') «Peñón dormidero [de aves]» según Rómulo Cúneo Vidal—.
Después del colapso de Tiahuanaco, los valles y costas de Arica fueron habitadas por grupos sociales y culturas interdependientes que, en conjunto, se les ha denominado como "Cultura Arica". Estos grupos vuelven a establecer una fuerte economía agro-marítima y expanden su control territorial hacia los valles cordilleranos. Viven un florecimiento cultural, que se manifiesta en la iconografía cargada de figuras geométricas, como volutas y círculos concéntricos y figuras de animales (llamas, monos, aves marinas, cóndor, etc.), desplegada en la textilería y cerámica.
En paralelo a los desarrollos de la costa y valles, diversos señoríos aimaras fueron expandiéndose desde el altiplano andino hasta colonizar las cabeceras de los valles ariqueños, accediendo de esta manera a diversos pisos ecológicos, estrategia denominada "archipiélago vertical o escalonado". Así, complementaban los recursos obtenidos de la ganadería (carne, lana, y transporte) con los obtenidos de la agricultura y con la caza, pesca y recolección marítima del litoral.
Posteriormente, la zona fue dominada por el Tawantinsuyo, también llamado imperio inca.

### Período del Virreinato del Perú (1536-1820)

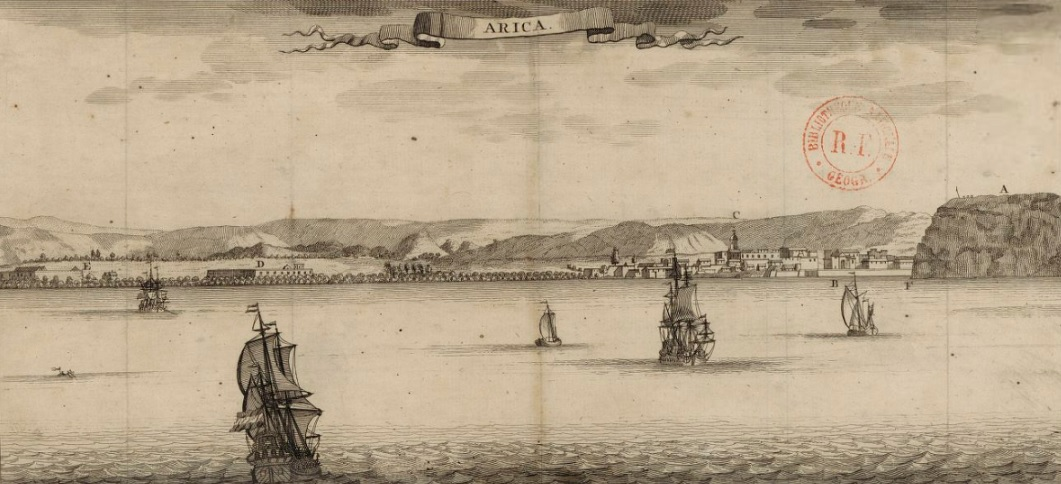
Rada de Arica vista por Louis Feuillée en 1709

Por mucho tiempo existió una romántica creencia que imaginaba la ciudad de San Marcos de Arica como si hubiese sido fundada el 25 de abril de 1541, día del evangelista San Marcos (actual santo patrono de la ciudad), y se usaba como sustentación una supuesta Acta de fundación de amplia circulación.
En diversos documentos también se menciona una supuesta fundación y concesión real del título de ciudad el año 1570 pero nadie ha citado un documento histórico que certifique tal afirmación como no lo hizo tampoco Vicente Dagnino quien fuera el primero que hizo tal afirmación sin citar fuente precisa. Arica en realidad nació como un humilde villorrio en las márgenes del río San José y fue probablemente fundada como ciudad el año 1584.
Se tiene la evidencia de esto gracias al trabajo histórico del padre Fernando Montesinos, párroco de Potosí y visitador eclesiástico en Arica en 1634. En sus Anales del Perú, compilado con los registros oficiales del Virreinato, Montesinos registra tal fundación en 1584: "Llegó a Lima el Virrey Don Fernando de Torres y Portugal, Conde del Villar; fue recebido con mucho aplauso... dende este año se pasó el tragin del açogue al pueblo de Chincha, y dende Chincha á Arica; después le dio a aquel puerto el Rey título de ciudad, que se llama San Marcos de Arica, á cuia fundación dio principio un hidalgo extremeño llamado Francisco Hernández Naçarino, haciendo muchas casas y bodegas, y entablando las requas del tragín del açogue."
Su desarrollo fue precario hasta 1545, fecha en que el indígena Diego Huallpa descubre en Potosí, actualmente Bolivia, las más enormes y ricas minas de plata del Nuevo Mundo, lo que transformó esa lejana localidad del Alto Perú en la ciudad más poblada del continente. Arica lentamente fue creciendo y el gran salto se produjo dos décadas más tarde cuando se habilitó el puerto para recibir los cargamentos de azogue de Huancavelica y gran parte de la producción argentífera de Potosí. Por muchos años posteriormente las incursiones de piratas ingleses y holandeses impidieron esos cargamentos y solo se exportó la plata por Arica en modo esporádico. No se ha podido encontrar todavía el escudo de armas concedido a la ciudad y solo se conserva en modo precario un protocolo virreinal con un croquis casi infantil probablemente copiado del ejemplar auténtico del escudo que, como el de otras ciudades chilenas (Villarica, Valdivia, Concepción, Santiago, La Serena, etc.) también tiene que haber sido una pequeña obra de arte a colores.
En 1612, se publicaron en Holanda cien mapas de la Tierra, mostrándose a Arica en uno de ellos, como el pueblo meridional más conocido en Europa.
Arica era el principal centro de exportación de plata boliviana que provenía de Potosí, que poseía la mina de plata más grande del mundo. Por lo tanto, Arica desempeñó un papel crucial como uno de los principales puertos del Imperio español. Estas riquezas envidiables convirtieron a Arica en el objetivo de piratas como Francis Drake, Thomas Cavendish, Richard Hawkins, Joris van Spilbergen, Bartolomé Sharp, William Dampier, y John Clipperton.

### Periodo de la República del Perú (1820-1880)

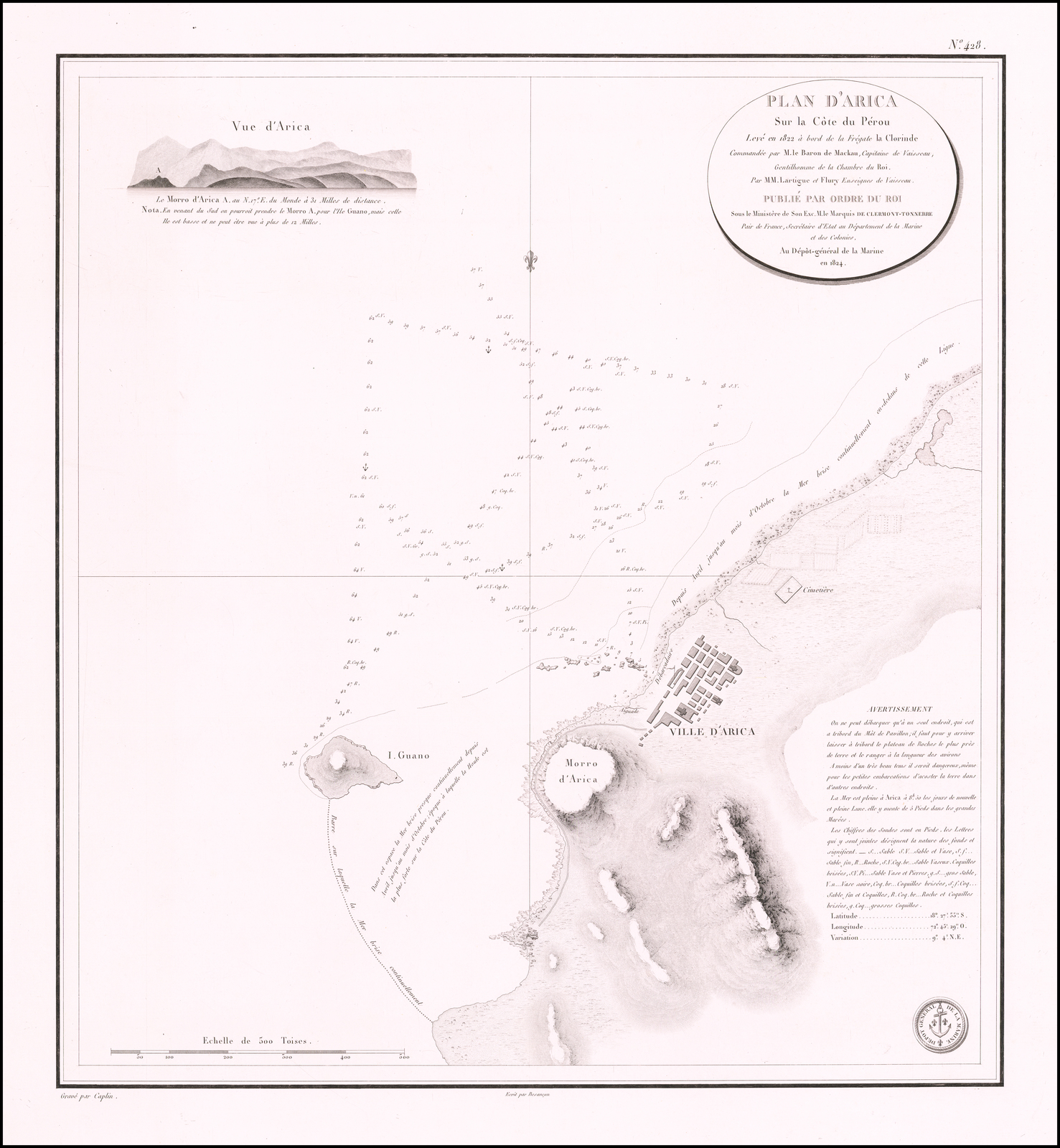
Plano de Arica en 1824.

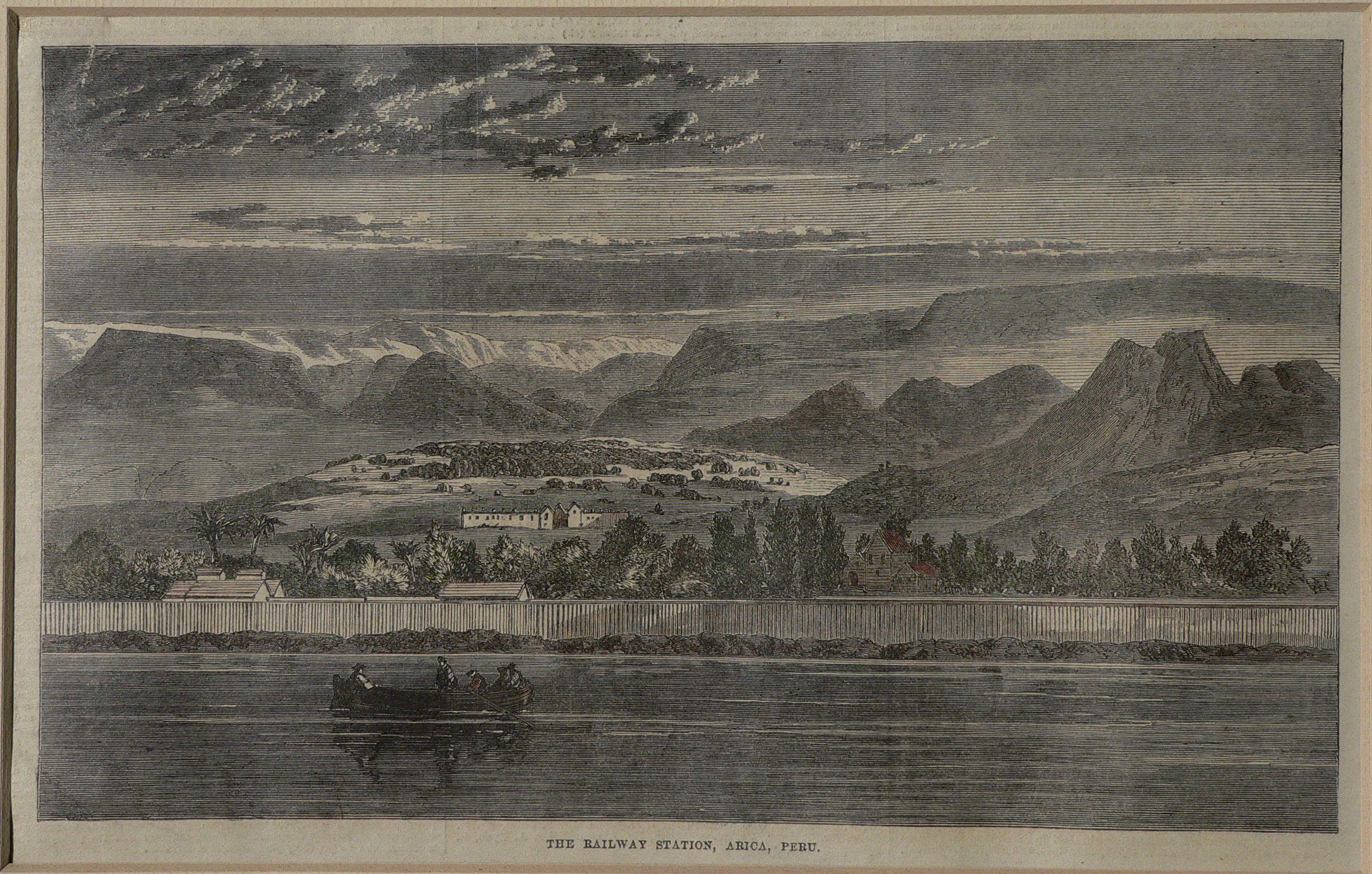
Grabado de la costa de Arica hacia 1860.

Arica después del terremoto de 1868.

Con el devenir de las guerras de independencia hispanoamericana, Arica se convierte en uno de los principales focos de los emancipadores del Perú, siendo proclamada su independencia el 28 de julio de 1821 y el ciudadano peruano, oriundo de la ciudad, Hipólito Unanue, Presidente del Consejo de Gobierno en 1827. La Constitución peruana de 1823 designa a la Provincia de Arica como parte del Departamento de Arequipa.
Durante la guerra Peruano-Boliviana en 1841-1842, las tropas bolivianas ocupan Arica con el objetivo de anexar a su territorio el puerto de Arica. Con ello el ariqueño Juan Bautista Ramos, mayor del ejército Peruano, organiza una guerrilla con los vecinos de Azapa donde se enfrentan y derrotan a las fuerzas bolivianas de Bernardo Rojas en el combate de Arica el 25 de diciembre de 1841.
Bajo la Provincia de Arica, se encontraban Tacna y San Lorenzo de Tarapacá. Durante la guerra civil peruana de 1844, Arica se declaró vivanquista a diferencia de Tacna y Tarapacá que apoyaron el constitucionalismo.
El ferrocarril llegó a Arica en 1856, durante el gobierno del Presidente Ramón Castilla, natural de Tarapacá, cuando en fecha de Navidad el primer tren une los 62 km que separan las ciudades de Arica y Tacna, convirtiéndose así en el tercer ferrocarril de pasajeros más antiguo del continente americano y en uno de los más antiguos del hemisferio, actualmente en operaciones.
Morrison, antes citado, señala que la Compañía Ferroviaria de Arica y Tacna era inglesa, pero la vía férrea fue construida por el ingeniero estadounidense Walton Evans, quien también trabajó en el primer ferrocarril a vapor de Chile.
El 13 de agosto de 1868, la ciudad fue destruida prácticamente en su totalidad, por un terremoto de 8,5 grados de magnitud aproximadamente y posterior maremoto, con olas de 7 a 10 metros. El fenómeno se repitió, esta vez con epicentro en las costas cercanas a Iquique el 9 de mayo de 1877. Esto no hace desmerecer la destrucción dejada en esta ciudad por la sacudida como por el tsunami, que alcanzó esta vez hasta los 14 metros.

### Periodo de la República de Chile (1880-actualidad)

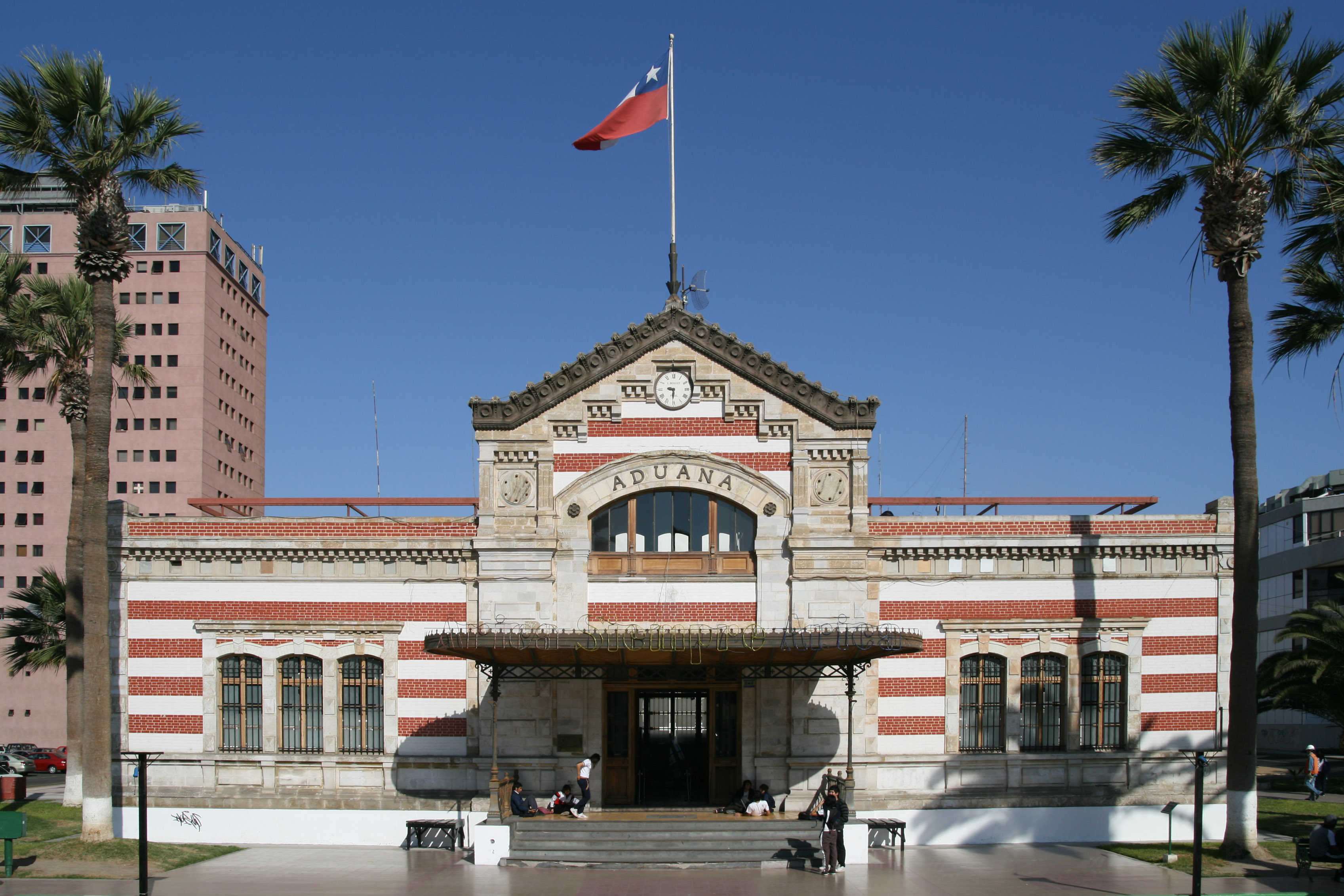
Casa de la Cultura, ex-Aduana.

En abril de 1879, Chile declaró la guerra a Bolivia y a Perú y este puerto fue escenario del combate naval de Arica y de la batalla de Arica, llamada también Asalto y Toma del Morro de Arica, el 7 de junio de 1880. Después del Tratado de Ancón, la ciudad pasó formalmente a la administración chilena, estableciéndose que después de diez años, un plebiscito definiría su pertenencia, junto con Tacna, a Chile o a Perú. Este plebiscito no se realizó y, finalmente, se firmó en 1929 el Tratado de Lima, que determinó la pertenencia de la provincia de Arica a Chile.
Para la Guerra Civil de 1891, Arica se encontraba defendida por el batallón Quillota; el resto de las fuerzas de gobierno se movilizaron hasta Zapiga al mando del coronel Eulogio Robles Pinochet. Las tropas fijaron en Pozo Almonte su cuartel general. Se enfrentaron a las fuerzas congresistas en una batalla donde murió el coronel Robles el 7 de marzo, y los sobrevivientes, más el 5.º de Línea (100 soldados), volvieron a Arica. En esta acción fueron derrotadas las fuerzas de gobierno, así las fuerzas congresistas dominaron el norte de Chile.
Francisco Solano Asta-Buruaga y Cienfuegos escribió en 1899 en su Diccionario Geográfico de la República de Chile: 52  sobre el lugar:

Arica.-—Ciudad, capital del departamento de su nombre. Está situada en los 18° 28' Lat. y 70° 20' Lon. al borde de la bahía del Pacífico, que le forma un excelente puerto. Sus calles corren de norte á sur y de este á oeste, que contienen un regular caserío con edificios en partes de elegante aspecto y con una población de 3,900 habitantes. Posee buenas oficinas de gobernación y de aduana; otras de correos, telégrafo y de registro civil; escuelas primarias gratuitas y particulares y también otros colegios; la iglesia parroquial con la advocación de San Marcos y titular del pueblo, y las de San Francisco, Merced y San Juan de Dios; establecimientos comerciales é industriales; estación del ferrocarril, que la comunica con la ciudad de Tacna y que mide 63 kilómetros, terminado en 1854; muelles de embarco, &c. Al lado sudoeste se apoya la parte principal de la población en unas medianas alturas que rematan en un notable promontorio, llamado El Morro, de 260 metros de alto, cortado á pico sobre el puerto y fortificado en su cima; y por el norte ocupa terrenos bajos, que se extienden hasta el valle de Azapa, que la surte de verduras, frutas, &c. Los contornos de esta población son áridos y estériles: toda su conarca carece de lluvias, y es de clima caluroso y algo propenso á tercianas. La tradición señala á los antiguos peruanos como fundadores de este pueblo junto al paraje llamado Altos de Juan Díaz, mucho antes de la llegada de los españoles y que desde este punto se habian trasladado algunos de sus habitantes al actual asiento, que denominaron Arica, de las palabras del aimará ari, cosa nueva, y ca, abertura. Pero los españoles no principiaron á establecerse aquí, sino por el año de 1556, por ser el mejor puerto al S. del Callao y estar más inmediato al rico mineral de Guantajaya, que acababa de descubrirse en ese tiempo. Parece que este puerto adquirió pronto cierta importancia. En febrero de 1579 fué hostilizado por el corsario inglés Francisco Drake, y apresó en el dos buques, en los que encontró 40 barras de plata de 20 libras cada una y 200 botijas de vino, del que ya se producía en el valle vecino. El terremoto del 26 de noviembre de 1605, seguido de una salida de mar, dejó á la población casi en completa ruina. Se rehizo y se mejoró entre los años 1615 y 1637, en que se construyeron un regular fuerte junto á la playa y las iglesias antes mencionadas. Mas, atacado el 30 de enero de 1681 por Juan Watling,[5] jefe entonces de filibusteros ingleses, que saqueban las costas del Pacífico, los principales vecinos se trasladaron á Tacna. Así es que, cuando el ingeniero francés Frezier reconoció este puerto á mediados de 1713, no era, según su Relación, «más que un villaje de unas 150 familias, en su mayor parte, de negros, mulatos é indios; pocos blancos». De esta atrasada condición sólo comenzó á salir desde la independencia del Perú (1825) con el franco comercio de esas costas y con Bolivia. Sin embargo, todavía volvió á experimentar estragos como en 1605, en los terremotos de 13 de agosto de 1868 y de 9 de mayo de 1877, en que las salidas de mar en elevadas olas contribuyeron juntamente á derribar la mayor parte de los edificios y arrastraron buques de la bahía hasta dejarlos á 800 metros de la playa.[6] Esta ciudad se honra con el nacimiento en 1758 de un sabio americano, Don José Hipólito Unanue. El 8 de junio de 1880 fué ocupada por fuerzas de Chile al tomar por asalto las fortificaciones del Morro. Dista, por mar, 200 kilómetros al N. de Iquique, 1,740 al mismo punto de Valparaíso y 1,100 al S. del Callao.

Arica se vinculó por tren con la ciudad de La Paz (Bolivia) en 1913, cuando se inauguró el Ferrocarril Arica-La Paz. De esta manera, pasó a ser la única ciudad chilena con dos líneas ferroviarias internacionales.
Es así que en 1924 el geógrafo chileno, Luis Risopatrón describe a esta ciudad en su libro Diccionario Jeográfico de Chile:: 46 

Arica (Ciudad) 18° 28' 70° 20'. Limpia, alegre i pintoresca, compuesta de unas 70 manzanas, con calles que corren de N a S i de E a W, estendida en su mayor largo hacia el NW i en su ancho desde La Chimba hasta El Morro; tiene un regular caserío i estaciones de ferrocarril, una que la comunica con Tacna, desde 1854 i otra con La Paz, en Bolivia, desde 1913. Se encuentra en la costa SE del puerto del mismo nombre, en'medio de contornos áridos i estériles, al S de la desembocadura del valle de Azapa, que la surte de verduras i frutas; es de clima caluroso, habiéndose rejistrado, en 12 años de observaciones, 34,2° C para la temperatura, máxima, 9,2° C para la mínima, con un promedio anual de 19° C i una oscilación .diaria de 8,3° C, 74% para la humedad relativa, 5,5 para la nebulosidad' (0-10) i 0 mm para el agua caida, habién- dose medido 10 mm en un dia de lluvia en 1918. La tradición dice que fué conquistada por el inca Yahuer Huacca en 1250 i señala a los antiguos peruanos, como fundadores de este pueblo, junto al paraje llamado de Juan Diaz, mucho antes de la llegada de los españoles; algunos de sus habitantes se trasladaron poco después al actual asiento, donde gobernaba el cacique Ariacca. Se principiaron a establecer los españoles aquí en 1556, por lo que adquirió luego cierta importancia, de suerte que Felipe II le confirió el título de ciudad en 1570. El terremoto del 26 de noviembre de 1605, seguido de una salida de mar, dejó a la población casi en completa ruina, pero se rehizo i mejoró entre los años de 1615 i 1637; sus principales vecinos se trasladaron a Tacna, después del ataque del filibustero Watling, el 30 de enero de 1681 i no comenzó a salir de esta atrasada condición, sino después de 1825, con el franco comercio con Bolivia. Volvió a esperimentar los estragos de los terremotos de 13 de agosto de 1868 i de 9 de mayo de 1877, en que las salidas de mar, contribuyeron a derribar la mayor parte de los edificios i arrastraron algunos buques del puerto, hasta dejarlos a 800 m de la playa.

En 1953, bajo el gobierno del presidente Carlos Ibáñez del Campo, se promulga el Decreto con Fuerza de Ley N.º 303 que instauró el régimen de Puerto Libre en Arica, eximiendo de impuestos de importación y tasas de desembarque a los productos que ingresaran al país a través de él. Esto produjo la expansión de Arica, que de 15 000 aumentó a más de 70 000 en cinco años, predominando ampliamente las ventas al por mayor, las ferias y servicios.
En 1958, el gobierno derogó el decreto de Puerto Libre, por no cumplir con las expectativas de crear un polo industrial, pero mediante la Ley N.º 13.039, introduce un plan basado en la manufactura de automóviles y en las plantas procesadoras de harina de pescado, y la creación de la Junta de Adelanto de Arica. Los resultados de este periodo aún se pueden ver en la ciudad, en distintas obras de ingeniería y planificación. La sumatoria de ambos hechos provocó un rápido incremento de la población de la ciudad, que antes se limitaba a las explotaciones agrícolas de los valles desérticos de Azapa y Lluta, y el limitado movimiento comercial, portuario y ferroviario hacia y desde el occidente de Bolivia.
Con la llegada de la dictadura militar en 1973, la economía de la ciudad languideció. La dictadura se retira del Pacto Andino a cuyos países se enviaban gran cantidad de productos, sobre todo electrónicos y automóviles, deja de subsidiar a los industriales, decreta libertad de comercio y crea una zona franca en Iquique. Todo esto significó la ruina para Arica. La economía local se basó prácticamente en servicios terciarios, como el transporte público y el comercio detallista.
El 21 de octubre de 2006, el presidente Ricardo Lagos Escobar, en un acto a las afueras del terminal aéreo de la ciudad, firmó el proyecto de ley que crearía la Región de Arica y Parinacota, con Arica como capital regional. Finalmente, el 23 de marzo de 2007, en el parque Benjamín Vicuña Mackenna de la ciudad, la presidenta Michelle Bachelet firmó el decreto promulgatorio de la ley que creó la Región de Arica y Parinacota.

## Geografía

### Geomorfología
La comuna de Arica se encuentra emplazada en las unidades geomorfológicas de Farellón costero, Planicie marina o fluviomarina, Cordillera de la costa, Llanos de sedimentación fluvial o aluvional, Pediplanos, glacis y piedemont, Precordillera río Lauca y Pampitas.
A diferencia de otras ciudades del norte de Chile, pero en forma similar a muchas ciudades costeras del sur del Perú, Arica se extiende sobre una extensa planicie costera o litoral que, debido a la inexistencia de la cordillera de la Costa y la presencia de valles al interior, permiten la extensión urbana de la ciudad.
La ciudad es atravesada por el río San José, que solo llega al mar en verano de forma irregular, pero en años muy lluviosos en el altiplano produce grandes bajadas de agua que colorean el mar de café debido al gran arrastre de sedimentos que lleva. Desagua las aguas del Valle de Azapa, la zona agrícola más fértil de la comuna de Arica. El principal rasgo geográfico de la ciudad es la roca sedimentaria ubicada al sur del centro histórico de la ciudad, denominado Morro de Arica.
Alrededor del Morro de Arica, se encuentran 13 barrios y poblaciones (Tarapacá Oriente, Los Industriales (II y III), Población San José, Ignacio Serrano, Norte Grande, José Manuel Balmaceda, Alborada, Río San José, Cerro La Cruz, Miramar, Centenario, Jorge Inostroza, Puerta Norte).

### Hidrología
La comuna se halla entre las cuencas hidrográficas de Costeras del Río San José y Río Camarones, Quebrada de La Concordia, Río Lluta y Río Codpa. Además, la comuna posee diversos cuerpos de agua, entre los que se destacan el Río San José de Azapa y el Río Lluta.

### Clima
Arica cuenta con un clima subtropical y desértico. A diferencia de muchas otras ciudades con climas áridos, Arica, rara vez tiene temperaturas extremas durante todo el transcurso del año. Es también conocida por ser uno de los lugares habitados más áridos de la Tierra, al menos según lo medido en lluvia: la precipitación media anual es de 2,3 mm. A pesar de su falta de precipitaciones, la humedad y las nubes son elevadas. Con los niveles de humedad similares a las de los climas ecuatoriales, la intensidad solar es similar a las regiones del desierto del Sahara en el hemisferio norte (como las islas de Cabo Verde). Según el sistema de clasificación climática de Köppen, Arica posee un clima subtropical Árido (BWhn) en los mapas climaticos.
| Parámetros climáticos promedio de Arica (1991–2020, extremos 1955–presente) | Parámetros climáticos promedio de Arica (1991–2020, extremos 1955–presente) | Parámetros climáticos promedio de Arica (1991–2020, extremos 1955–presente) | Parámetros climáticos promedio de Arica (1991–2020, extremos 1955–presente) | Parámetros climáticos promedio de Arica (1991–2020, extremos 1955–presente) | Parámetros climáticos promedio de Arica (1991–2020, extremos 1955–presente) | Parámetros climáticos promedio de Arica (1991–2020, extremos 1955–presente) | Parámetros climáticos promedio de Arica (1991–2020, extremos 1955–presente) | Parámetros climáticos promedio de Arica (1991–2020, extremos 1955–presente) | Parámetros climáticos promedio de Arica (1991–2020, extremos 1955–presente) | Parámetros climáticos promedio de Arica (1991–2020, extremos 1955–presente) | Parámetros climáticos promedio de Arica (1991–2020, extremos 1955–presente) | Parámetros climáticos promedio de Arica (1991–2020, extremos 1955–presente) | Parámetros climáticos promedio de Arica (1991–2020, extremos 1955–presente) |
| Mes                                                                         | Ene.                                                                        | Feb.                                                                        | Mar.                                                                        | Abr.                                                                        | May.                                                                        | Jun.                                                                        | Jul.                                                                        | Ago.                                                                        | Sep.                                                                        | Oct.                                                                        | Nov.                                                                        | Dic.                                                                        | Anual                                                                       |
| --------------------------------------------------------------------------- | --------------------------------------------------------------------------- | --------------------------------------------------------------------------- | --------------------------------------------------------------------------- | --------------------------------------------------------------------------- | --------------------------------------------------------------------------- | --------------------------------------------------------------------------- | --------------------------------------------------------------------------- | --------------------------------------------------------------------------- | --------------------------------------------------------------------------- | --------------------------------------------------------------------------- | --------------------------------------------------------------------------- | --------------------------------------------------------------------------- | --------------------------------------------------------------------------- |
| Temp. máx. abs. (°C)                                                        | 33.0                                                                        | 35.2                                                                        | 34.2                                                                        | 31.3                                                                        | 29.4                                                                        | 27.8                                                                        | 27.9                                                                        | 24.8                                                                        | 30.6                                                                        | 27.0                                                                        | 30.2                                                                        | 30.2                                                                        | 35.2                                                                        |
| Temp. máx. media (°C)                                                       | 25.7                                                                        | 26.2                                                                        | 25.4                                                                        | 23.5                                                                        | 21.3                                                                        | 19.3                                                                        | 18.2                                                                        | 18.2                                                                        | 18.9                                                                        | 20.4                                                                        | 22.2                                                                        | 24.0                                                                        | 21.9                                                                        |
| Temp. media (°C)                                                            | 22.5                                                                        | 22.8                                                                        | 22.0                                                                        | 20.2                                                                        | 18.5                                                                        | 17.1                                                                        | 16.1                                                                        | 16.1                                                                        | 16.6                                                                        | 17.8                                                                        | 19.3                                                                        | 20.9                                                                        | 19.2                                                                        |
| Temp. mín. media (°C)                                                       | 19.9                                                                        | 20.2                                                                        | 19.3                                                                        | 17.4                                                                        | 16.0                                                                        | 15.2                                                                        | 14.6                                                                        | 14.8                                                                        | 15.2                                                                        | 16.1                                                                        | 17.2                                                                        | 18.4                                                                        | 17.0                                                                        |
| Temp. mín. abs. (°C)                                                        | 7.5                                                                         | 8.0                                                                         | 10.2                                                                        | 8.4                                                                         | 6.8                                                                         | 5.8                                                                         | 6.2                                                                         | 6.2                                                                         | 6.9                                                                         | 5.6                                                                         | 7.7                                                                         | 10.7                                                                        | 5.6                                                                         |
| Precipitación total (mm)                                                    | 0.4                                                                         | 0.3                                                                         | 0.3                                                                         | 0.0                                                                         | 0.1                                                                         | 0.2                                                                         | 0.5                                                                         | 0.1                                                                         | 0.3                                                                         | 0.0                                                                         | 0.0                                                                         | 0.1                                                                         | 2.3                                                                         |
| Días de precipitaciones (≥ 1.0 mm)                                          | 0.1                                                                         | 0.1                                                                         | 0.2                                                                         | 0.0                                                                         | 0.0                                                                         | 0.1                                                                         | 0.1                                                                         | 0.0                                                                         | 0.1                                                                         | 0.0                                                                         | 0.0                                                                         | 0.0                                                                         | 0.8                                                                         |
| Horas de sol                                                                | 258.8                                                                       | 257.9                                                                       | 272.8                                                                       | 228.5                                                                       | 186.0                                                                       | 131.8                                                                       | 119.4                                                                       | 123.1                                                                       | 146.7                                                                       | 196.0                                                                       | 229.5                                                                       | 257.9                                                                       | 2408.4                                                                      |
| Humedad relativa (%)                                                        | 66                                                                          | 66                                                                          | 67                                                                          | 69                                                                          | 71                                                                          | 72                                                                          | 72                                                                          | 73                                                                          | 72                                                                          | 70                                                                          | 68                                                                          | 66                                                                          | 69                                                                          |
| Fuente n.º 1: Dirección Meteorológica de Chile                              |                                                                             |                                                                             |                                                                             |                                                                             |                                                                             |                                                                             |                                                                             |                                                                             |                                                                             |                                                                             |                                                                             |                                                                             |                                                                             |
| Fuente n.º 2: NOAA (días con precipitaciones 1991–2020)                     |                                                                             |                                                                             |                                                                             |                                                                             |                                                                             |                                                                             |                                                                             |                                                                             |                                                                             |                                                                             |                                                                             |                                                                             |                                                                             |

## Medio Ambiente

### Ecosistemas

Trazado simplificado de los ecosistemas y cuerpos de agua presentes en la comuna de Arica.

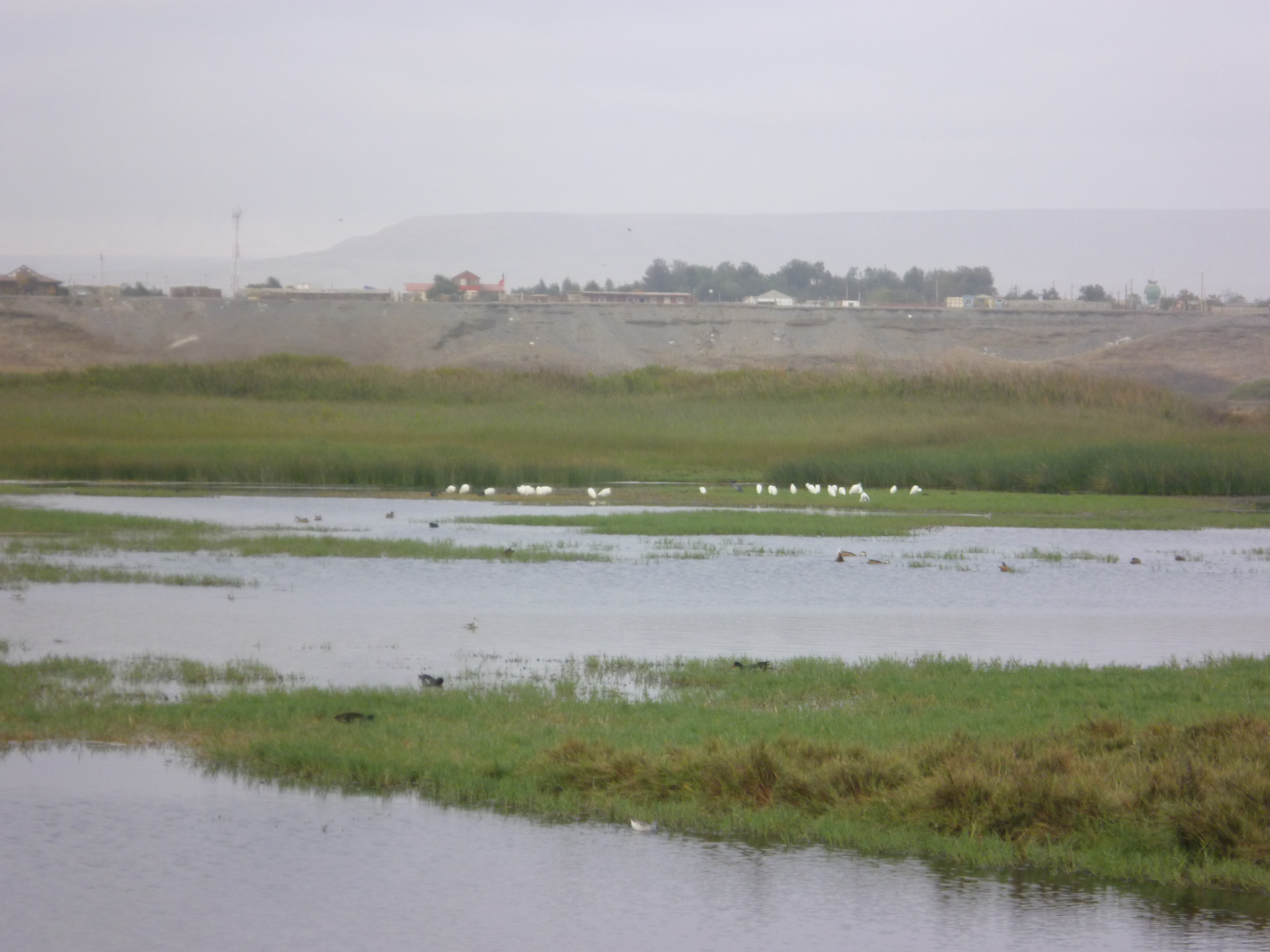
Humedal del río Lluta.

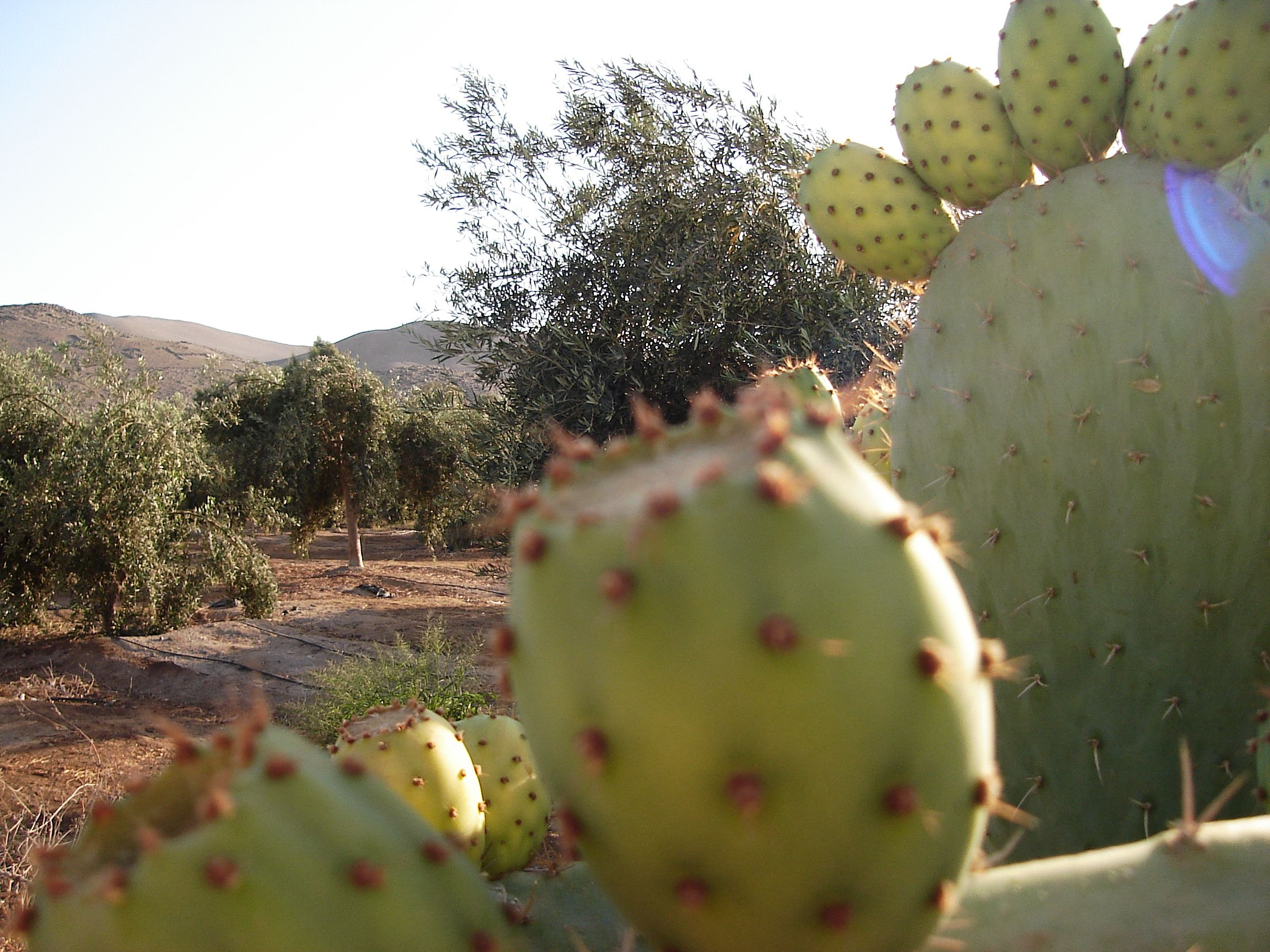
Sector de "Cerro Sagrado" del Valle de Azapa.

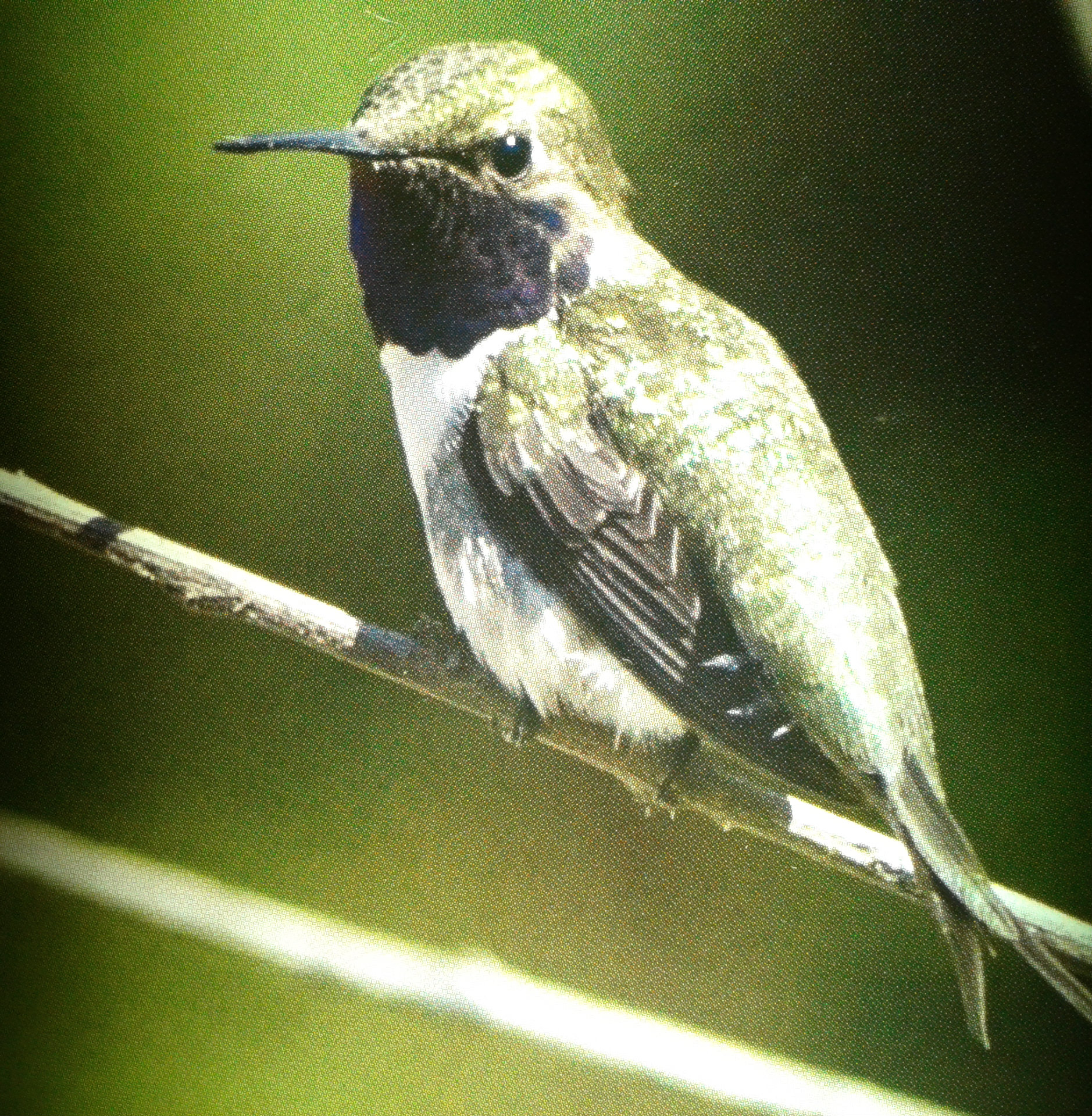
Picaflor de Arica macho.

Dentro del territorio de la comuna se pueden hallar los siguientes ecosistemas:
- Bosque espinoso tropical andino donde predominan Browningia candelaris y Corryocactus brevistylus (Preocupación menor)
- Bosque espinoso tropical interior donde predominan Geoffroea decorticans y Prosopis alba (Preocupación menor)
- Desierto tropical interior con vegetación escasa (Preocupación menor)
- Dunas tropicales costeras donde predominan Tillandsia landbeckii y Tillandsia marconae (Sin información)
- Matorral bajo desértico tropical andino donde predominan Aloysia deserticola y Atriplex imbricata (Preocupación menor)
- Matorral bajo tropical andino donde predominan Fabiana ramulosa y Diplostephium meyenii (Vulnerable)
- Matorral bajo tropical andino donde predominan Parastrephia lepidophylla y Parastrephia quadrangularis (Vulnerable)
- Matorral desértico tropical costero donde predominan Nolana sedifolia y Eulychnia iquiquensis (Preocupación menor)
- Matorral desértico tropical interior donde predominan Malesherbia auristipulata y Tarasa operculata (Vulnerable)

### Flora
En la flora del borde costero de Arica se destacan especies de hierba como la Colcha, la Grama o pasto salado, la Cola de zorro, el Dedito Suculento, la Verdolaga, y la Totora. Arbustos como el Chingoyo o chilca, la Brea o sorona y plantas como la Cola de escorpión y el Junquillo.

### Fauna
El borde costero de Arica (a pesar de ser parte del ecosistema de desierto), presenta elementos muy particulares tales como desembocaduras, playas de arena, zonas rocosas y el nacimiento superficial de la cordillera de la costa con macizos rocosos que caen directamente al mar con grandes acantilados que pueden llegar a los 1000 metros de altura. En este contexto la biodiversidad del borde costero de Arica es muy llamativa, destacando aves, reptiles e invertebrados, tales como la lagartija Corredor de Arica, los crustáceos como el cangrejo fantasma y el nape. También la araña multicolor presente en la vegetación del humedal.
De norte a sur está el río Lluta que se destaca por ser uno de los pocos ríos que mantiene un cauce suficiente para llegar al mar durante todo el año, y el humedal de la desembocadura. La playa Las Machas donde es común ver grandes agrupaciones de gaviotas, la playa Chinchorro que es menos diversa en aves producto de la intensa actividad por parte de la población durante todo el año. La desembocadura del río San José en donde se registra la población de tortugas verdes que, en época de verano, alcanzan números superiores a los 300 ejemplares.
El puerto de la ciudad, a pesar de ser un área de movimiento incansable, presenta en su borde costero a los lobos marinos comunes y a una gran diversidad de aves, como los gaviotines monja, el Yeco y el Lile. La ex isla del Alacrán es uno de los puntos más atractivos de la zona para observar especies migratorias y residentes, como gaviotas, zarapitos y playeros grande.
El resto del borde costero hasta las cuevas de Anzota corresponde a zonas de playas irregulares y playas de rocas. Allí se encuentran las colonias de pingüinos de Humboldt, algunos chungungos y muchas especies de aves guaneras. Este sector no posee acceso por tierra.
El Picaflor de Arica es el ave de menor tamaño y probablemente el ave más amenazada de Chile, con una alta probabilidad de extinguirse durante la próxima década, debido a la pérdida de su hábitat natural y a que su distribución está restringida, solo a los valles de la zona de Arica. Originalmente la distribución de esta especie incluía los valles del sur del Perú y del norte de Chile. Sin embargo gran parte de la población migra hacia zonas más altas, al parecer para aprovechar los recursos florales producidos por las lluvias de verano. Una de las flores más importantes dentro de la alimentación del picaflor sería el Chañar. Otras especies dentro de la dieta del picaflor serían el Chingoyo o chilca, el Algarrobo, el Tamarugo, la Trixis, la Malva, entre otras.

### Medidas de protección ambiental y conflictos socioambientales
Hasta 2022, la comuna de Arica cuenta con las siguientes zonas que cuentan con algún nivel de protección ambiental:
- Cerro Poconchile (Bien Nacional Protegido)[28]
- Cerros de Poconchile (Sitios ERB)
- Cuesta El Águila - Quebrada Cardones (Sitios ERB)[29]
- Cuevas Anzota - Punta Blanca - Cerro Camaraca (Sitios ERB)[30]
- Desembocadura de Vítor (Sitios ERB)
- Desembocadura del río Lluta (Sitios Ley 19.300)
- Humedal de la desembocadura del río Lluta (Humedal urbano)[31]
- Monumento natural Picaflor de Arica (Monumento Natural)[32]
- Monumento natural Quebrada de Cardones (Monumento Natural)[33]
- Pan de Azúcar (Sitios ERB)[34]
- Quebrada Garza (Sitios ERB)
- Quebrada de Vítor (Sitios ERB)
- Santuario de la Naturaleza Humedal de la Desembocadura del Río Lluta (Santuario de la Naturaleza)[35]
- Sector Precordillera de Tignamar (Sitios Ley 19.300)[36]
- Valle de Azapa (Sitios ERB)[37]
- Valle de Chaca (Bien Nacional Protegido)[38]
- Valle de Lluta (Sitios ERB)[39]

## Demografía
Según los datos recolectados en el censo de población del año 2002 realizado por el Instituto Nacional de Estadísticas, la comuna posee una superficie de 4799,4 km² y una población de 185 268 habitantes, de los cuales 93 526 son mujeres y 91 742 son hombres. La comuna de Arica acoge al 97,7 % de la población total de la región, de la cual un 5,30 % corresponde a población rural y un 94,70 % a población urbana.

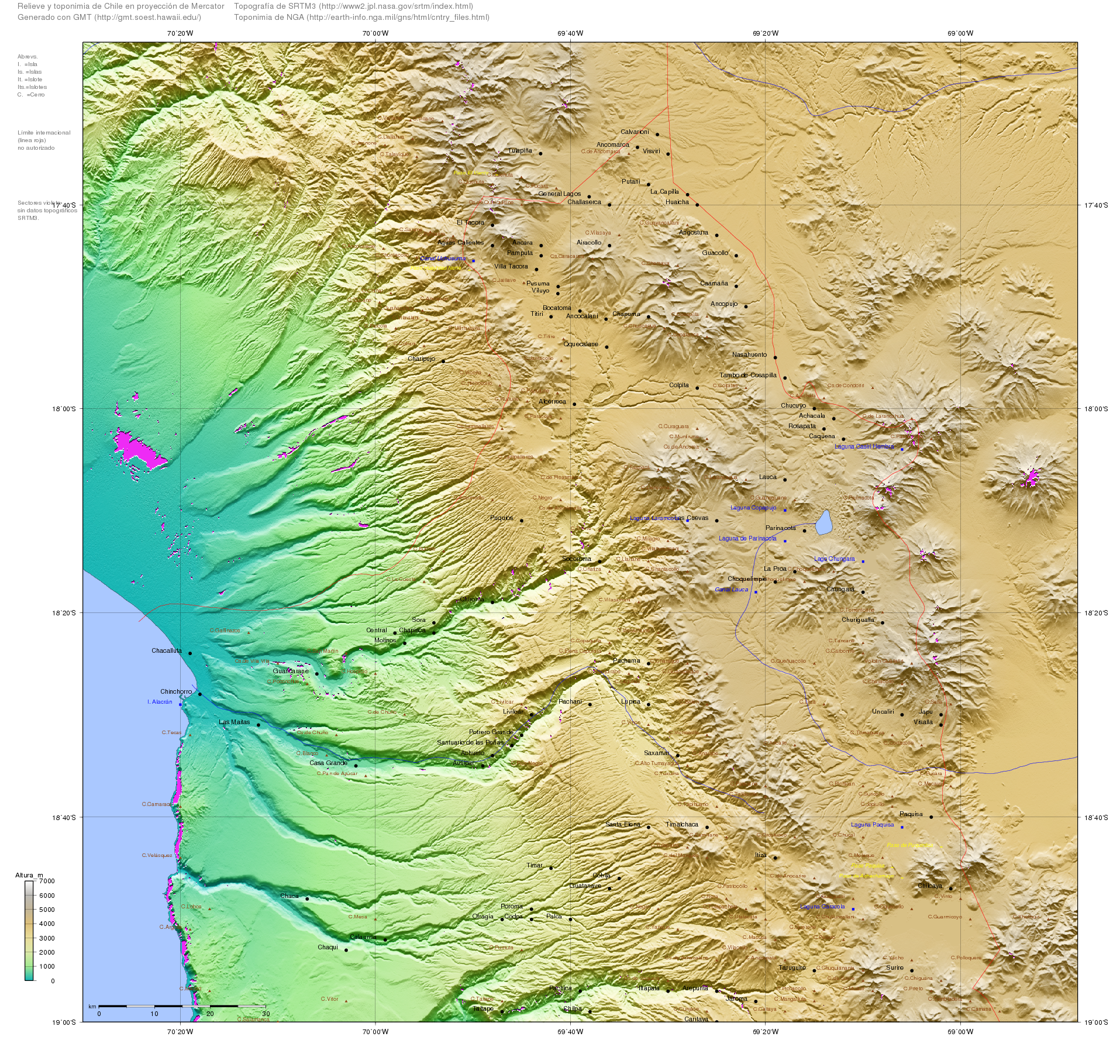
Relieve topográfico y toponimia de la Región de Arica y Parinacota.

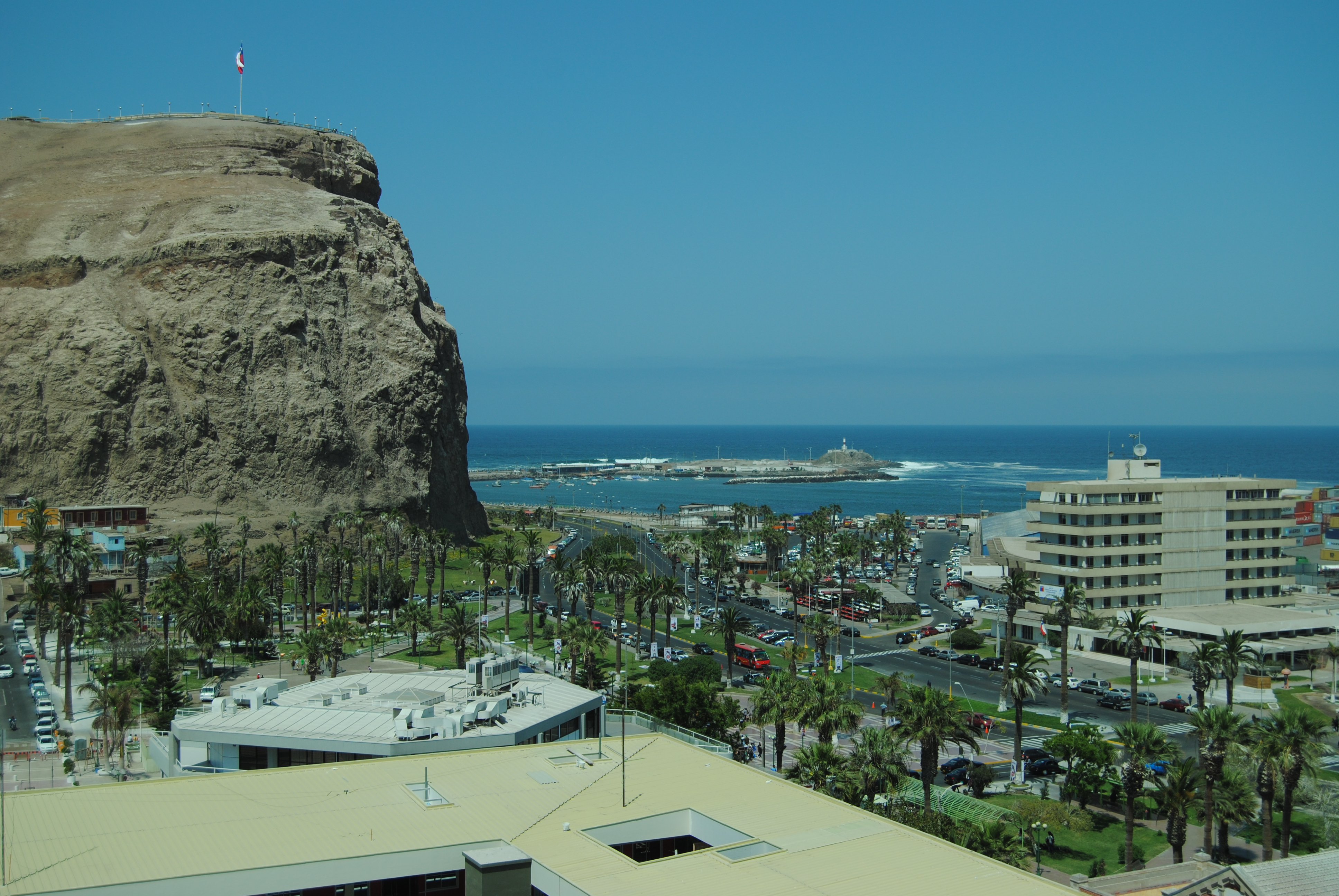
El Morro de Arica, uno de los principales atractivos turísticos de la ciudad.

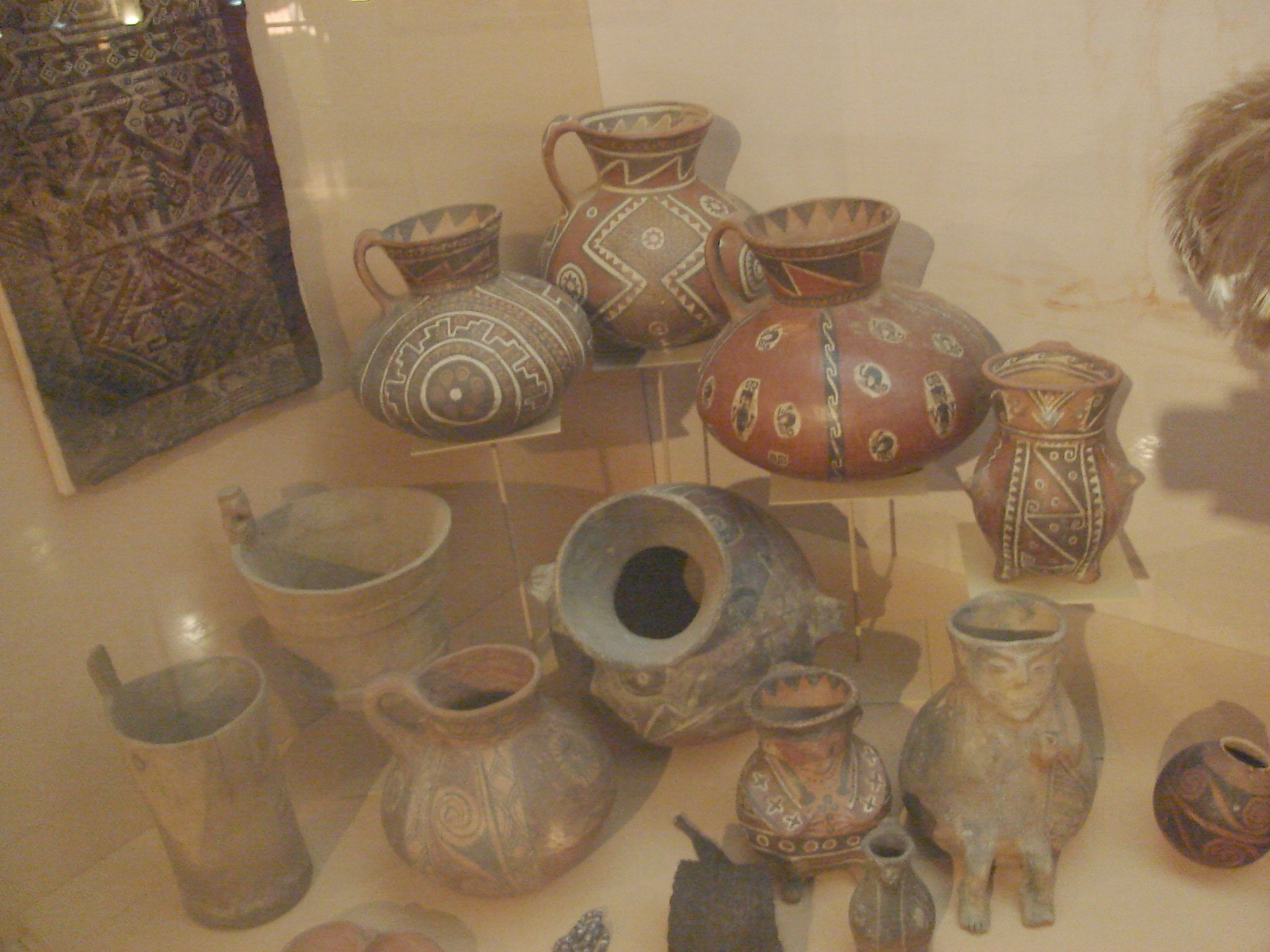
Exposición del Museo Arqueológico San Miguel de Azapa.

Como en el resto del país, la mayor parte de la población es de origen caucásico y mestizo, sin embargo existe una importante descendencia y mixtura con los pueblos indígenas que habitaban la zona antes de la llegada de los europeos (principalmente aimaras). También hay un pequeño pero significativo número de afrodescendientes, especialmente en los valles de Lluta y Azapa debido a la esclavización durante la época colonial, así como de descendientes de asiáticos.
El espacio urbano de Arica tiene 175 441 habitantes, en un área de 41,89 km². En el 2007 Arica tenía más de 185 000 habitantes (sin contar los habitantes de los valles de Azapa y Lluta; con eso llegarían casi a los 194 000 habitantes).
Debido a que Arica es la única ciudad de la Región, en la comuna se alcanza la más alta densidad poblacional regional (38,6 hab./km²).
Las aldeas que conforman la comuna son Villa Frontera y San Miguel de Azapa. Algunos caseríos son Poconchile, Molinos, Sora, Las Maitas y Caleta Vítor.
| INE 1992     | INE 2002     |
| 169 456 hab. | 185 268 hab. |

| INE 1992     | INE 2002     |
| 161 333 hab. | 175 441 hab. |

La comuna de Arica se divide en los siguientes distritos según el censo de 2002:
| Distrito censal       | Población (2002) | Superficie (km²) |
| --------------------- | ---------------- | ---------------- |
| Puerto                | 2 744            | 1,2              |
| Regimiento            | 3 880            | 0,7              |
| Chinchorro            | 12 816           | 13,3             |
| San José              | 13 216           | 1,2              |
| Población Chile       | 9 086            | 17,3             |
| Azapa                 | 14 991           | 1 937,8          |
| José Manuel Balmaceda | 11 984           | 2,7              |
| Carlos Dittborn       | 10 525           | 2,1              |
| Parque Lauca          | 4 934            | 0,4              |
| José Miguel Carrera   | 5 836            | 0,6              |
| Condell               | 6 358            | 0,5              |
| Fuerte Ciudadela      | 28 209           | 215,9            |
| Chaca                 | 223              | 794,0            |
| El Morro              | 3 286            | 0,9              |
| Chacalluta            | 1 684            | 419,3            |
| Molinos               | 649              | 1 376,0          |
| Pedro Blanquier       | 25 131           | 7,3              |
| Cancha Rayada         | 17 530           | 5,3              |
| Las Torres            | 11 878           | 2,9              |
| Rezagados             | 308              | -                |

## Política

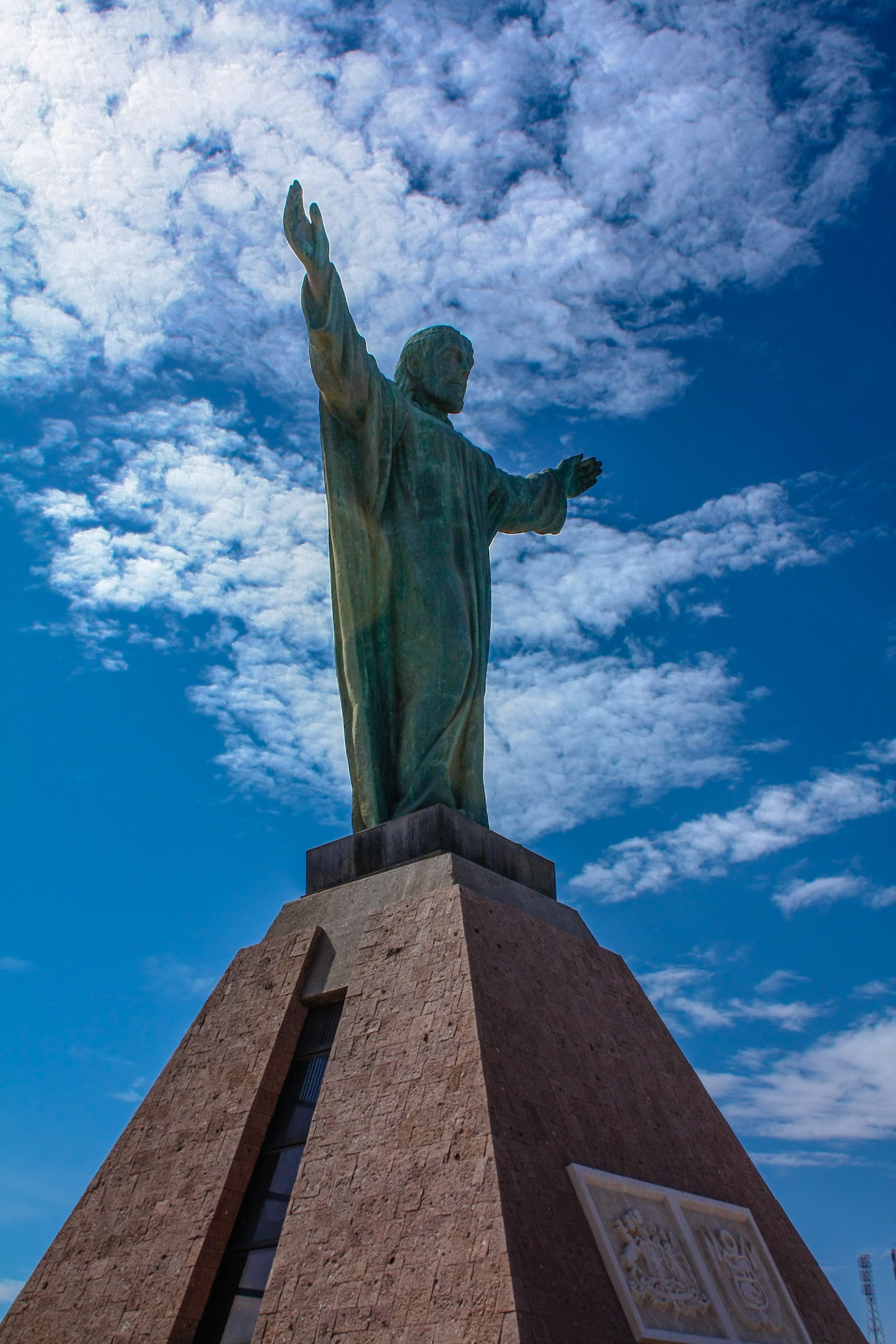
Cristo de la Paz en el Morro de Arica.

### Administración comunal
La Ilustre Municipalidad de Arica tiene de alcalde a Orlando Vargas Pizarro (Ind.), mientras que el concejo municipal está conformado por:
- Max Schauer Fernández (UDI)
- Carolina Medalla Alcayaga (RN)
- Susan Vega Piñones (Ind./DEM)
- Daniel Manriquez Zúñiga (PDG)
- Victor Sepúlveda Ilabaca (REP)
- Jacqueline Boero Carvajal (REP)
- Dolores Cautivo Ahumada (PCCh)
- Maxilimiano Manríquez Pérez (Ind./PL)
- Mario Mamani Fernández (PS)
- Cristián Rodriguez Sanhueza (PH)

### Representación parlamentaria
Arica pertenece al Distrito Electoral N.º 1 y a la I Circunscripción Senatorial (Arica y Parinacota). Es representada en la Cámara de Diputados del Congreso Nacional por los diputados Vlado Mirosevic Verdugo (PL), Enrique Lee Flores (IND-PRI) y Luis Malla Valenzuela (PL). A su vez, es representada en el Senado por los senadores José Durana Semir (UDI) y José Miguel Insulza (PS).

## Economía

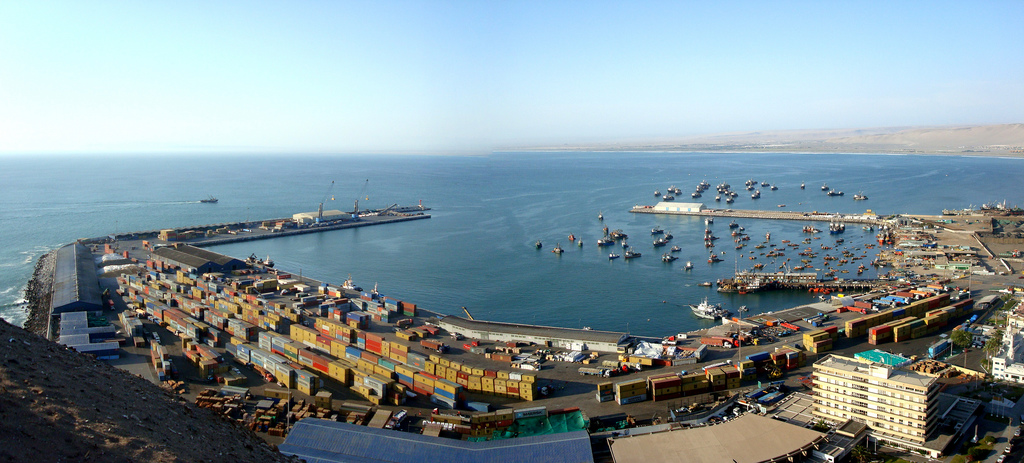
Vista panorámica del Puerto de Arica.

Cerca de Arica se extiende el valle de Azapa, un oasis en el desierto donde se cultivan hortalizas, olivos y cítricos. La ciudad vivió un relativo auge durante el ciclo del salitre. Al finalizar el mismo, el gobierno chileno impulsó el desarrollo urbano con la creación de una zona franca industrial y comercial en 1953, destacándose por su industria automotriz.

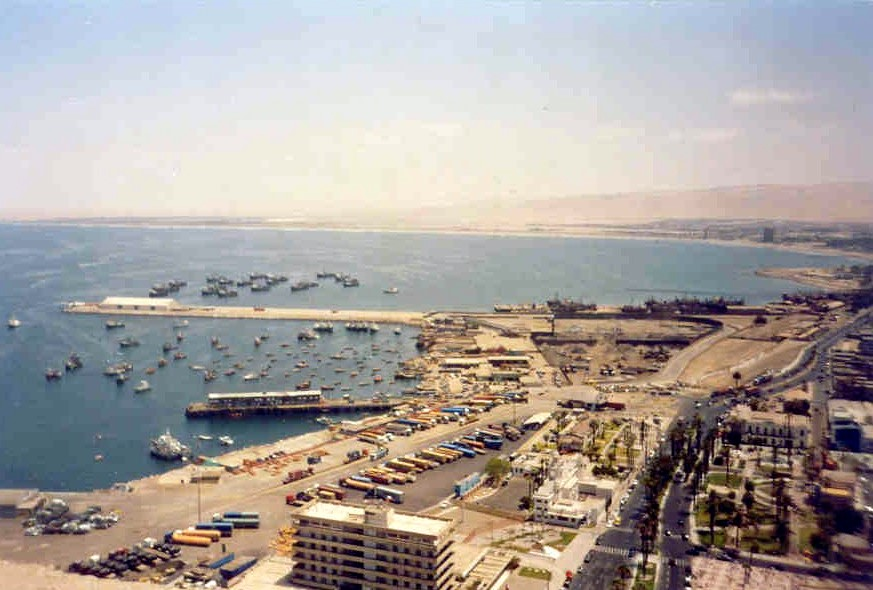
Puerto o Terminal Portuario de Arica, en 2006.

Además, es un interesante centro arqueológico y antropológico donde se encuentran las momias más antiguas del mundo; posee petroglifos, geoglifos y una vasta muestra de artesanía y objetos culturales con más de 10 000 años de historia pertenecientes a culturas pre-incaicas andinas y marítimas.
Arica es además un balneario, con casino de juego, zonas de playa y un puerto que es frecuentado por cruceros. Su latitud tropical, sumado a su clima árido y soleado, la convierten en un lugar atractivo para el turismo. Se trata asimismo de un centro de comunicaciones ferroviarias y carreteras con Bolivia y Perú, disponiendo del Aeropuerto Internacional Chacalluta para las comunicaciones aéreas, con el sur del Perú, el occidente de Bolivia y el resto de Chile.

### Industria
El Parque Industrial de Arica o Puerta de América, proyectado en su inicio al borde de la Ruta 5 Panamericana Arica-La Serena, al norte de la ciudad, se encuentra actualmente inmerso prácticamente en la zona urbana. Caracterizado por su gran extensión, posee buenas vías de comunicación, como la ruta 5 Panamericana o la nueva ampliación de la avenida Capitán Ávalos (circunvalación), que conecta directamente con las carreteras internacionales a Perú y Bolivia (corredor bioceánico), así como con aquella que se dirige al sur de Chile.
Otro parque industrial, próximo del Aeropuerto Internacional Chacalluta, a la frontera con Perú y los controles aduaneros fronterizos, es el Parque Industrial Chacalluta, administrado por la empresa Zona Franca de Iquique (ZOFRI).

## Relaciones internacionales
Arica alberga diversas instituciones de relaciones internacionales. Entre ellas, destaca la Unidad Regional de Asuntos Internacionales (URAI) del Gobierno Regional de Arica y Parinacota, encargada del análisis y la gestión de las relaciones bilaterales y multilaterales de la región con Perú y Bolivia, América Latina y el resto del mundo. También la Comisión de Relaciones Internacionales del Consejo Regional de Arica y Parinacota, junto con entidades gubernamentales como la oficina regional del Servicio Nacional de Migraciones, la oficina regional de la Dirección General de Promoción de Exportaciones (ProChile) y la Prefectura de Migraciones y Policía Internacional Arica y Parinacota de la Policía de Investigaciones. Además, la Oficina de Migrantes de la Municipalidad de Arica brida apoyo a la población migrante de la ciudad.
En el ámbito de la internacionalización en educación superior, la principal institución de Arica es la Dirección de Relaciones Interinstitucionales e Internacionales de la Universidad de Tarapacá, encargada de la cooperación académica y la movilidad estudiantil a nivel global.

### Consulados
| - Alemania (Consulado Honorario) - Austria (Consulado Honorario) - Bélgica (Consulado Honorario) - Bolivia (Consulado General) - Dinamarca (Consulado Honorario) - Ecuador (Consulado Honorario) | - España (Consulado Honorario) - Hungría (Consulado Honorario) - Italia (Viceconsulado Honorario) - Perú (Consulado General) - Reino Unido (Consulado Honorario) |

## Transporte

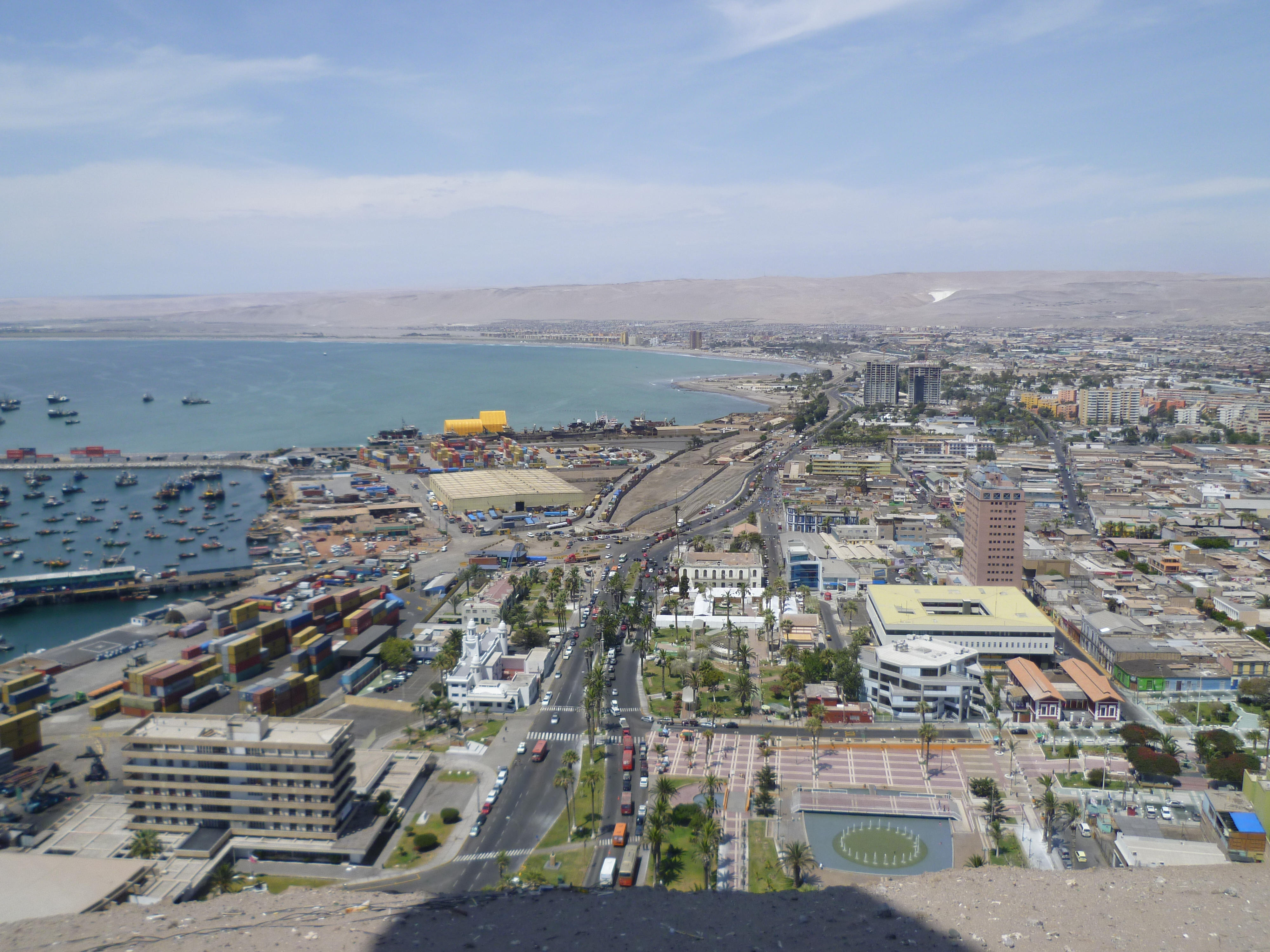
Parte de la vista costera de Arica.

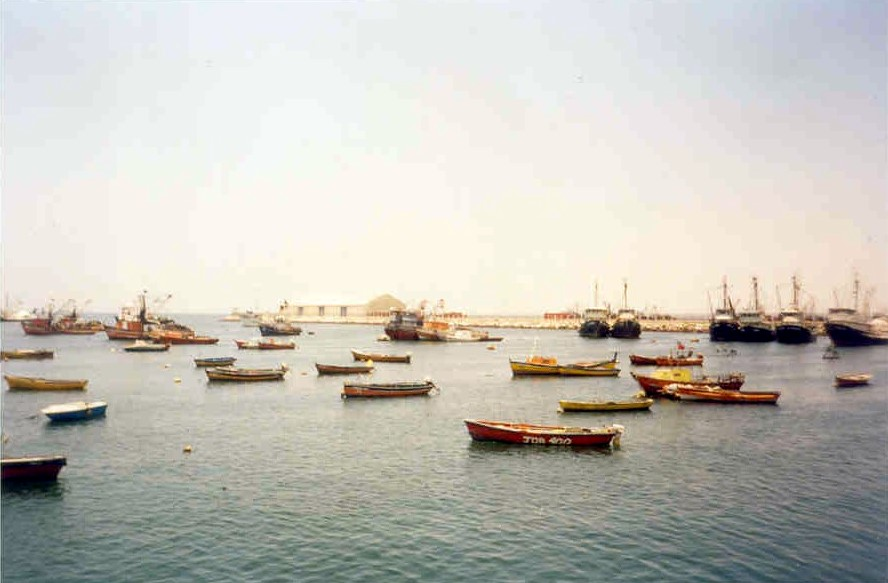
Muelle al servicio del Perú en Arica.

### Aeropuerto Internacional de Arica
El Aeropuerto Internacional Chacalluta sirve tanto destinos nacionales como internacionales. Debido a su cercanía a Perú y Bolivia, este terminal aéreo es utilizado normalmente tanto por ariqueños, como peruanos y bolivianos, en sus conexiones aéreas hacia el sur de Chile, especialmente a Antofagasta y Santiago.

### Terminal Rodoviario Nacional e Internacional
Ubicado en avenida Santa María con calle Diego Portales. Es el punto de llegada y salida de los buses nacionales e internacionales. Con salidas diarias al resto del país y también hacia Perú, Bolivia, Argentina principalmente en el Terminal Rodoviario Internacional, que queda ubicado exactamente al lado del Terminal Nacional.

### Puerto de Arica (Empresa Portuaria Arica)
El Terminal Portuario de Arica (TPA) es utilizado tanto para atraque y desatraque de barcos mercantes, como de cruceros internacionales. El puerto de Arica, en el año 2008, se convirtió en el principal terminal de exportación e importación boliviana.
Este consta de cinco molos de atraque y 270 048 m² de bodegaje y otras dependencias. Tiene capacidad para trasladar 3,9 millones de toneladas de carga al año. Desde 2004 es administrado por la Empresa Portuaria de Arica (EPA), grupo liderado por la empresa Ultramar y un consorcio peruano.
No obstante su tamaño medio, Arica constituye uno de los seis puertos más activos de Chile, junto con Iquique, Lirquén, San Antonio, San Vicente y Valparaíso. Asociado al puerto está el nuevo Parque Industrial Puerta América, con más de 240 000 m² de superficie, el cual está asociado al Ferrocarril Arica-La Paz. También relacionado con dicha país es el oleoducto Tarija-Oruro-Arica.

### Ferrocarriles

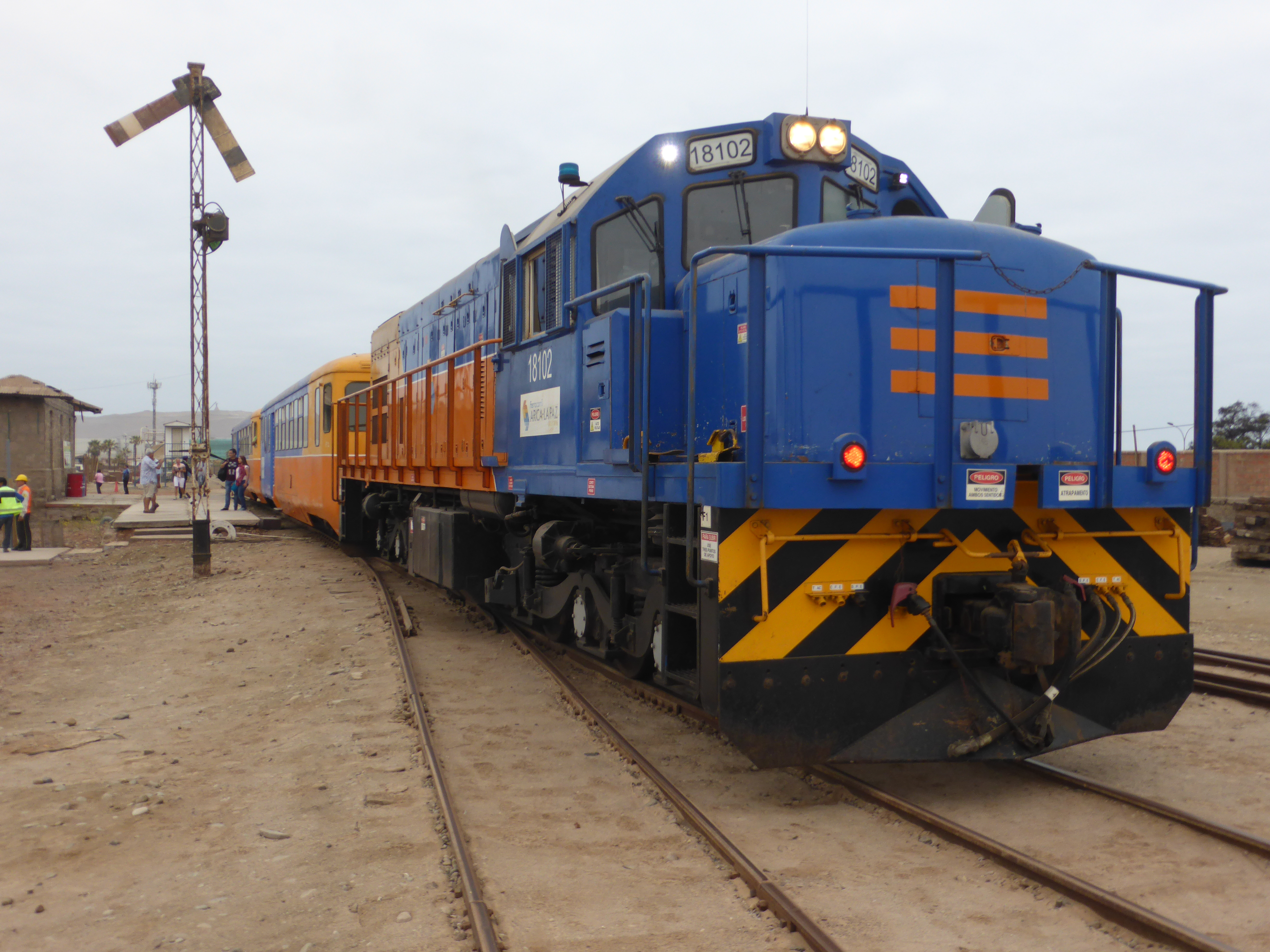
Ferrocarril Arica-La Paz, FCALP, tren turístico de Arica a Central, estación Chinchorro (Arica).

El antiguo servicio de trenes de pasajeros y de carga de Arica - La Paz en Bolivia y la histórica línea férrea de Arica - Tacna en Perú, ha vivido auges y decadencias, debido el mejoramiento de las vías terrestres y la mejora en los controles fronterizos integrados, que han dinamizado el tránsito internacional de personas, tanto como de carga.
Su aporte a la historia de la ciudad es muy importante, sobre todo a comienzos del siglo XX. Por parte del Ferrocarril Arica-La Paz, servicio inaugurado en 1913, queda como testimonio de este auge una estación de trenes instalada en pleno centro cívico de Arica y que es Monumento Nacional.
En el caso de la estación del ferrocarril Tacna-Arica, el edificio está ubicado en el km 60 de la vía férrea que une Perú con Chile. La estación se compone de un andén de servicios y carece de los atractivos propios de una estación de trenes, como si los posee su contraparte ubicada en Tacna.

#### Ferrocarril Tacna-Arica

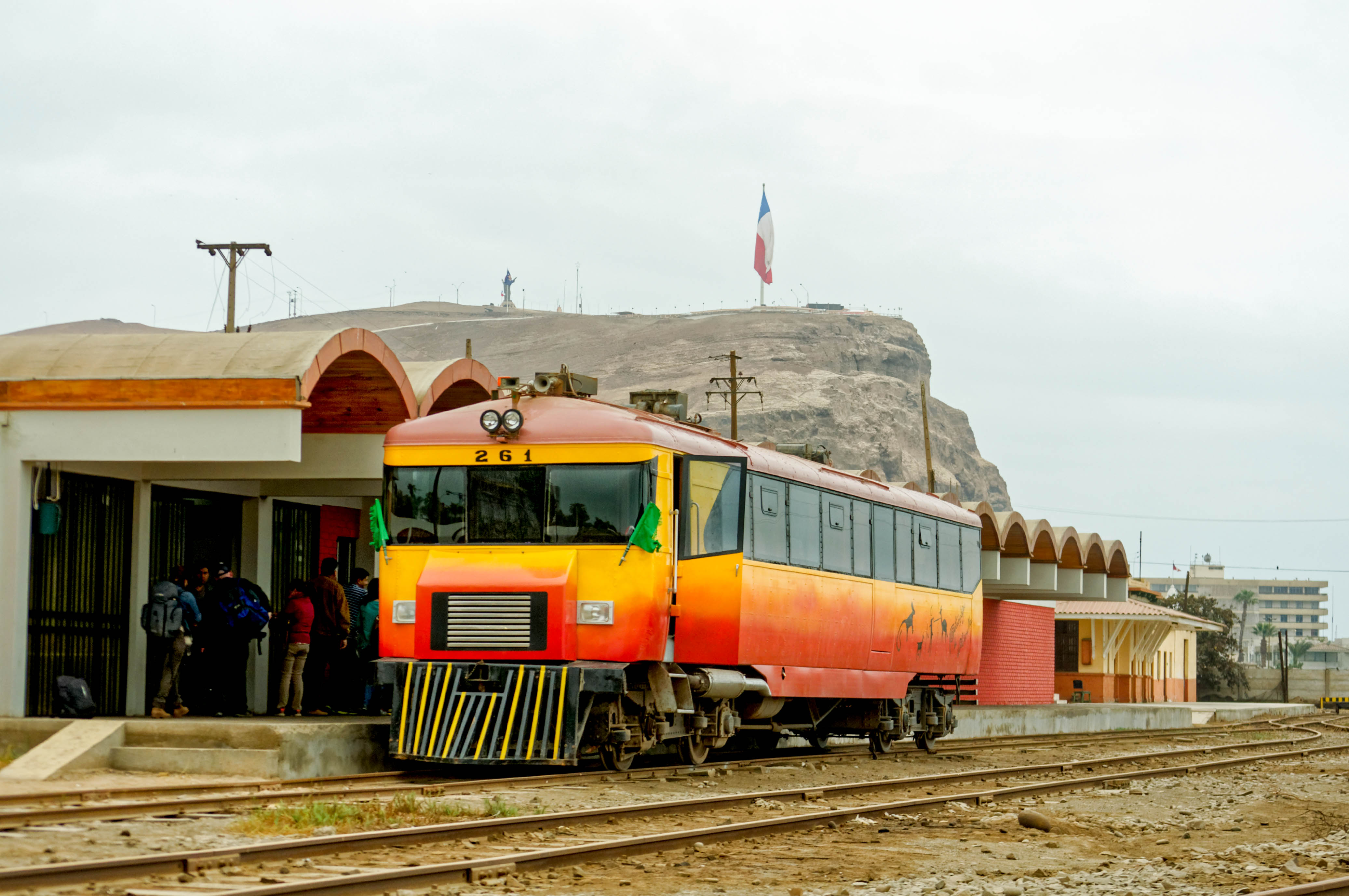
Tren del Ferrocarril Tacna-Arica en la estación Arica.

Ubicado junto al Muelle al servicio del Perú en Arica, en la avenida Máximo Lira, por la estación de Arica pasa el Ferrocarril Tacna-Arica, un ferrocarril operado por el Perú y que brinda el servicio entre Arica y la ciudad de Tacna. Tiene 62 km de longitud y una trocha de 1.435.
Fue construido en 1856 por la empresa inglesa The Arica & Tacna Railway Co. Actualmente es la única vía ferroviaria internacional que posee el Perú y es el ferrocarril más antiguo de dicho país que todavía está en servicio, ya que fue el segundo en construirse, durante el gobierno de Ramón Castilla. El servicio de trenes se inició en 1856 y fue dado en concesión por 99 años. Al ocupar los chilenos Tacna y Arica, durante la guerra del Pacífico, el ferrocarril estaba en manos de la empresa inglesa Arica & Tacna Railway Co y no fue objeto de expropiación.
Tras el Tratado de Lima de 1929, Tacna volvió a la soberanía peruana y toda la línea del ferrocarril en territorio chileno, quedó como propiedad peruana. En 1955, al nacionalizarse el ferrocarril quedó bajo la absoluta propiedad del Estado Peruano. En el 2005, junto al muelle al servicio del Perú en Arica, la Casa Bolognesi y la Casa Yanulaque, pasó a propiedad del Gobierno Regional de Tacna.

#### Ferrocarril Arica-La Paz

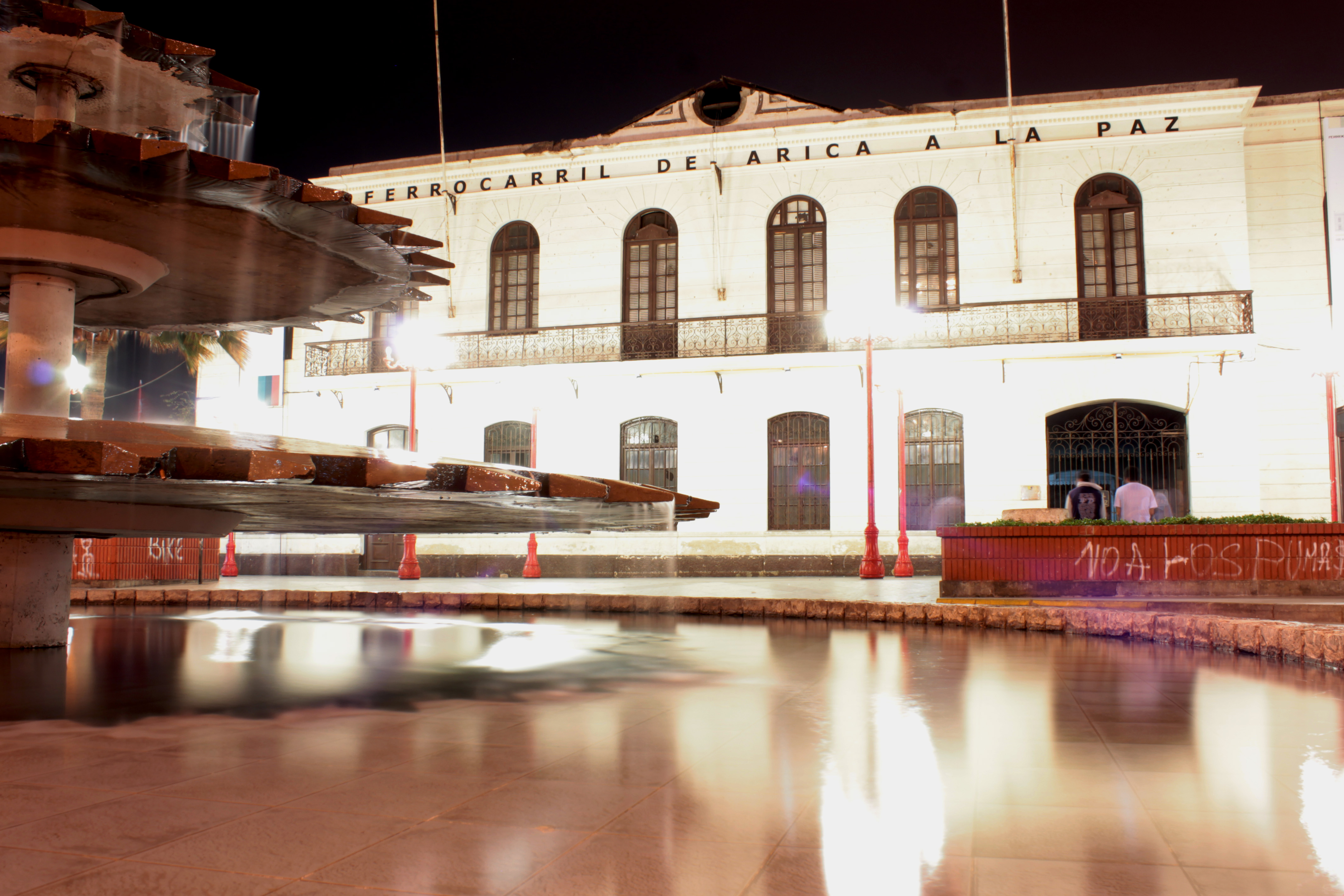
Antigua estación de pasajeros del Ferrocarril Arica-La Paz.

Actualmente el servicio de carga se encuentra suspendido, sin que la reanudación de su vía férrea tenga fecha de conclusión. El servicio de pasajeros prestó servicios hasta 1997, año en el que se inauguraron las renovaciones camineras en la Ruta 11-CH que une Bolivia con Chile. Los servicios de carga fueron interrumpidos en el 2001, luego que inundaciones y derrumbes provocados por las lluvias veraniegas de ese año destruyeran las vías y los puentes ferroviarios, haciendo imposible el cumplimiento de los contratos de obras.
Al momento hay viajes esporádicos a Arica-Tacna, Tacna-Arica avisado con antelación y solo de pasajeros.

## Guarnición
| Rama              | Unidad Militar |
| ----------------- | --- |
| Ejército de Chile | - 1.ª Brigada Acorazada - Regimiento Reforzado n.º 4 «Rancagua» - Centro de Entrenamiento Táctico de Aviación de Ejército |
| Armada de Chile   | Gobernación Marítima de Arica - Capitanía del Puerto de Arica                                                             |

## Medios de comunicación
El único diario en papel local es La Estrella de Arica, propiedad del grupo El Mercurio S.A.P.
Entre 1976 y 2001, funcionó en la ciudad una estación de televisión abierta propia, que estaba integrada a la red nortina Telenorte (a través del canal 11). Actualmente cuenta con un canal de televisión municipal llamado Arica TV a través del canal 13 de la cableoperadora VTR. El año 2015, se lanzó el canal Morrovisión HD (en señal digital HD 27.1) y UTA TV HD en la señal digital HD 36.1. A inicios de 2018, nace otro canal de televisión digital llamado "Puerta Norte HD" en la señal 43.1.
En 2006 se fundó el diario digital El Morrocotudo, y en 2014 se fundó el diario digital El Concordia.

### Canales de televisión abierta

#### Nacional (TVD)
- 3.1 - Mega HD
- 3.2 - Mega 2
- 5.1 - TVN HD
- 5.2 - NTV
- 8.1 - Canal 13 HD
- 8.2 - T13 En Vivo
- 9.1 - Chilevisión HD
- 9.2 - UChile TV
- 11.1 - Telecanal HD
- 11.2 - Telecanal SD
- 13.1 - La Red HD

#### Local
- 13 - Arica TV (VTR)
- 24 - Más TV[49] (Overcom Chile)[50]
- 27.1 - Morrovisión (UHF)
- 43.1 - Puerta Norte HD (TVD)
- 43.2 - Noticias Puerta Norte (TVD)
- 43.3 - Puerta Norte (TVD)
- 47.1 - Challa TV (TVD)

### Radioemisoras
FM
- 88.1 MHz Radio Concierto
- 88.5 MHz Radio Neura Arica[51]
- 89.1 MHz FM Más[52]
- 89.7 MHz Radioactiva
- 90.3 MHz Radio Carolina
- 90.9 MHz Radio Estación[53]
- 91.5 MHz Radio Pudahuel
- 92.1 MHz Radio Puerta Norte[54]
- 92.7 MHz Radio Bío-Bío
- 93.1 MHz Radio Montecarmelo[55]
- 93.5 MHz Radio Primavera[56]
- 94.1 MHz Radio Disney
- 94.5 MHz Radio Paulina (Off)[57]
- 94.9 MHz Frecuencia Tropical[58]
- 95.3 MHz Radio ADN
- 95.9 MHz Radio Universidad de Tarapacá[59]
- 96.5 MHz Radio Proclamación[60]
- 97.1 MHz Región XV Radio
- 97.7 MHz Radio Imagina
- 98.1 MHz Vilas Radio
- 98.5 MHz Los 40
- 98.9 MHz Presencia FM[61]
- 99.5 MHz Radio Futuro
- 100.1 MHz Radio Andina[62]
- 100.7 MHz FM Dos
- 101.3 MHz El Conquistador FM (Red Norte)
- 101.9 MHz Nuevo Tiempo Chile
- 102.5 MHz La Metro FM
- 103.1 MHz Radio Cooperativa
- 103.7 MHz FM Okey
- 104.1 MHz Digital FM
- 104.5 MHz Radio Armonía
- 104.9 MHz Cappíssima Multimedial[63]
- 105.3 MHz Corazón FM
- 105.7 MHz Charanga Latina
- 106.3 MHz Ariqueña
- 106.7 MHz El Conquistador FM
- 107.5 MHz Radio Perfección
- 107.9 MHz Radio Alas de Águila[64]

Además, pueden escucharse con nitidez, en gran parte de Arica, las señales peruanas de Radiomar 90.1 FM, Nacional 99.9 FM, Moda 100.5 FM, Panamericana 101.1 FM y Nueva Q 105.9 FM, todas las repetidoras de radios de la ciudad de Lima, con repetidoras en Tacna, también destaca la Radio Cultural 89.9 FM desde Toquepala.
AM
En la ciudad, no hay transmisiones de radioemisoras en la Amplitud Modulada (AM), la única concesión vigente es de la Radio Nacional de Chile (frecuencia 1260 kHz), pero esta no transmite desde alrededor del año 2000. Sin embargo las transmisiones AM desde Tacna llegan con una excelente cobertura en toda la región.

## Atractivos Turísticos

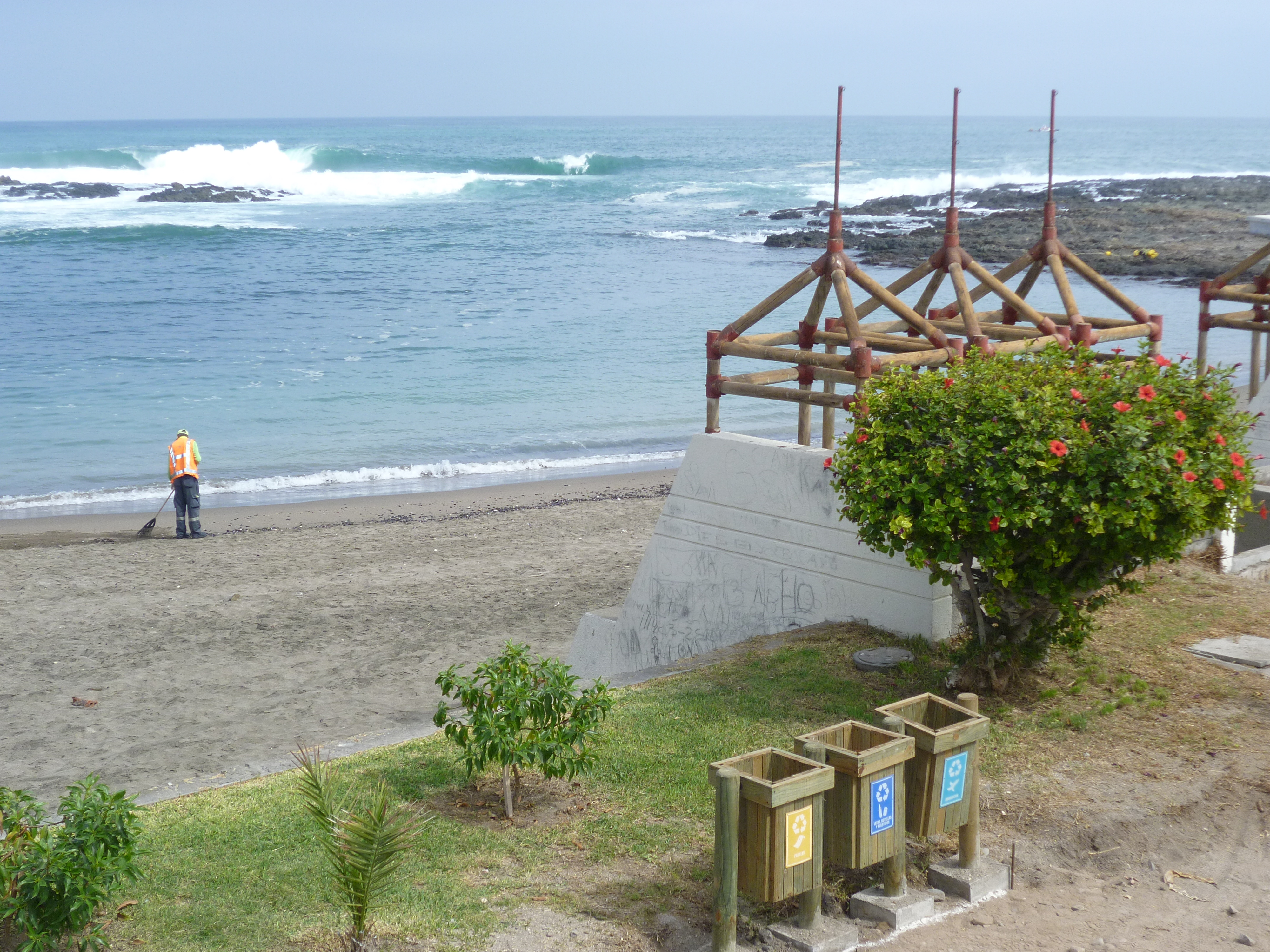
Playa La Lisera.

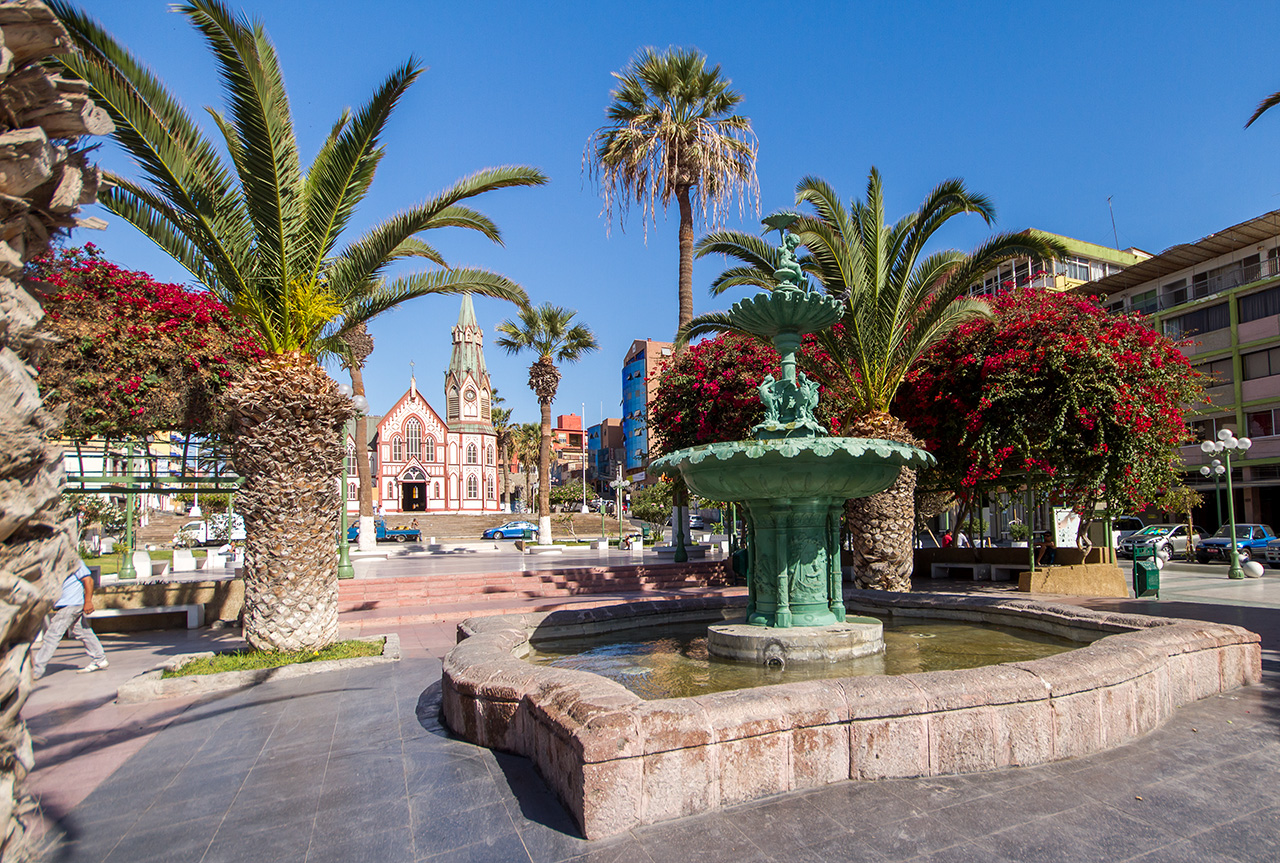
Plaza Colón en el centro, al fondo la Catedral San Marcos de Arica.

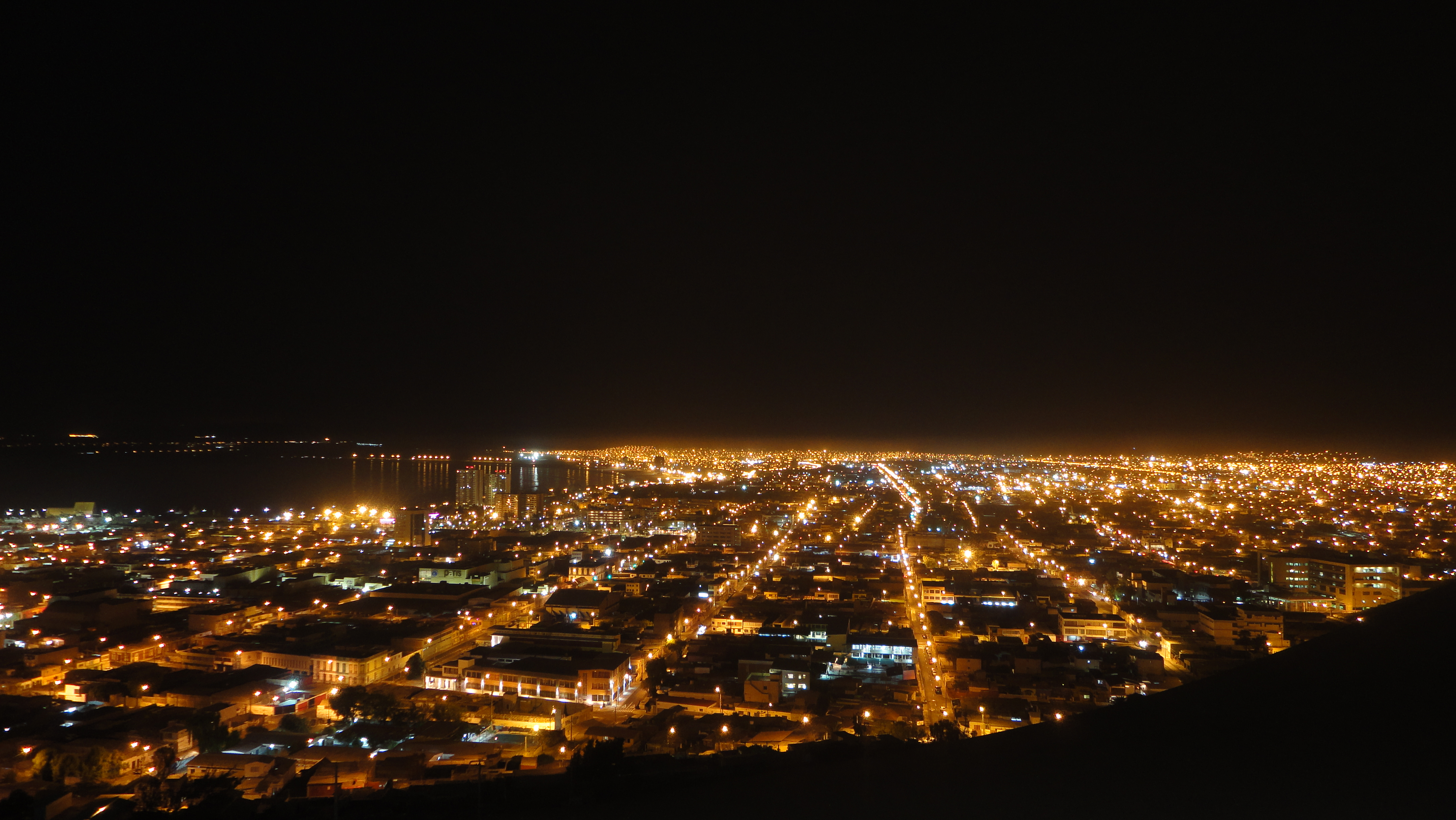
Vista nocturna de Arica.

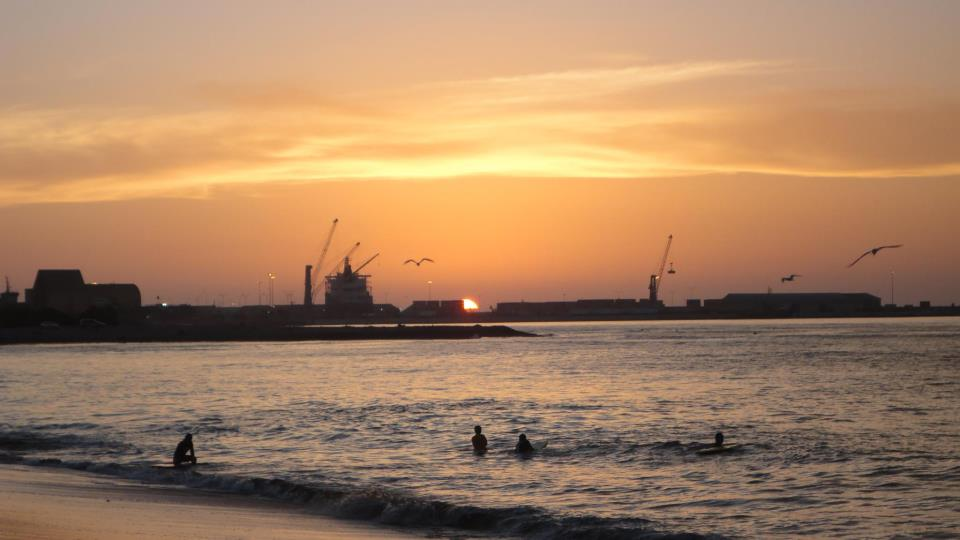
La Puntilla es una playa de arena ubicada en la desembocadura del río San José, actualmente es un santuario natural donde viven las tortugas marinas verdes.

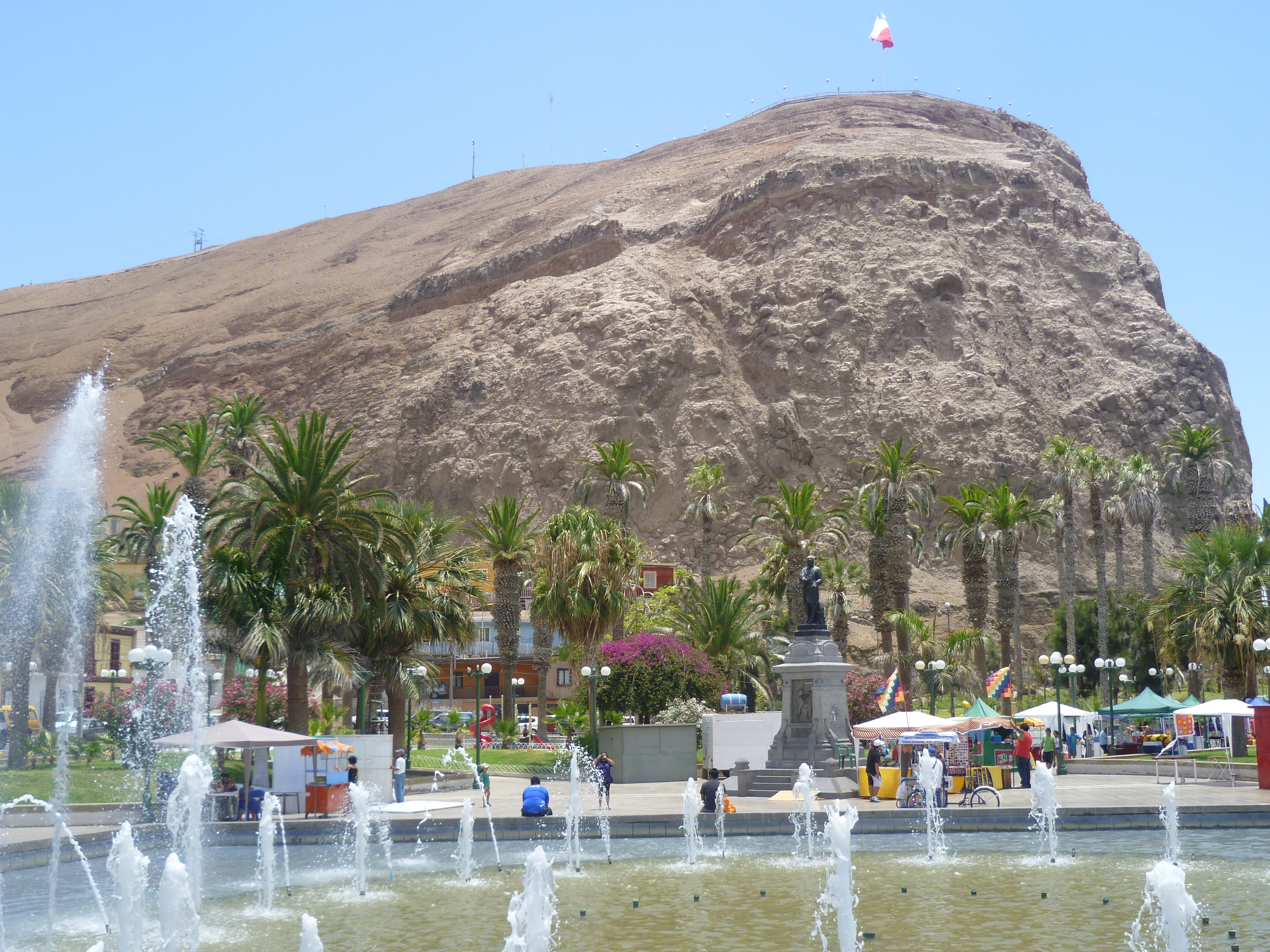
Parque Vicuña Mackenna y Morro de Arica.

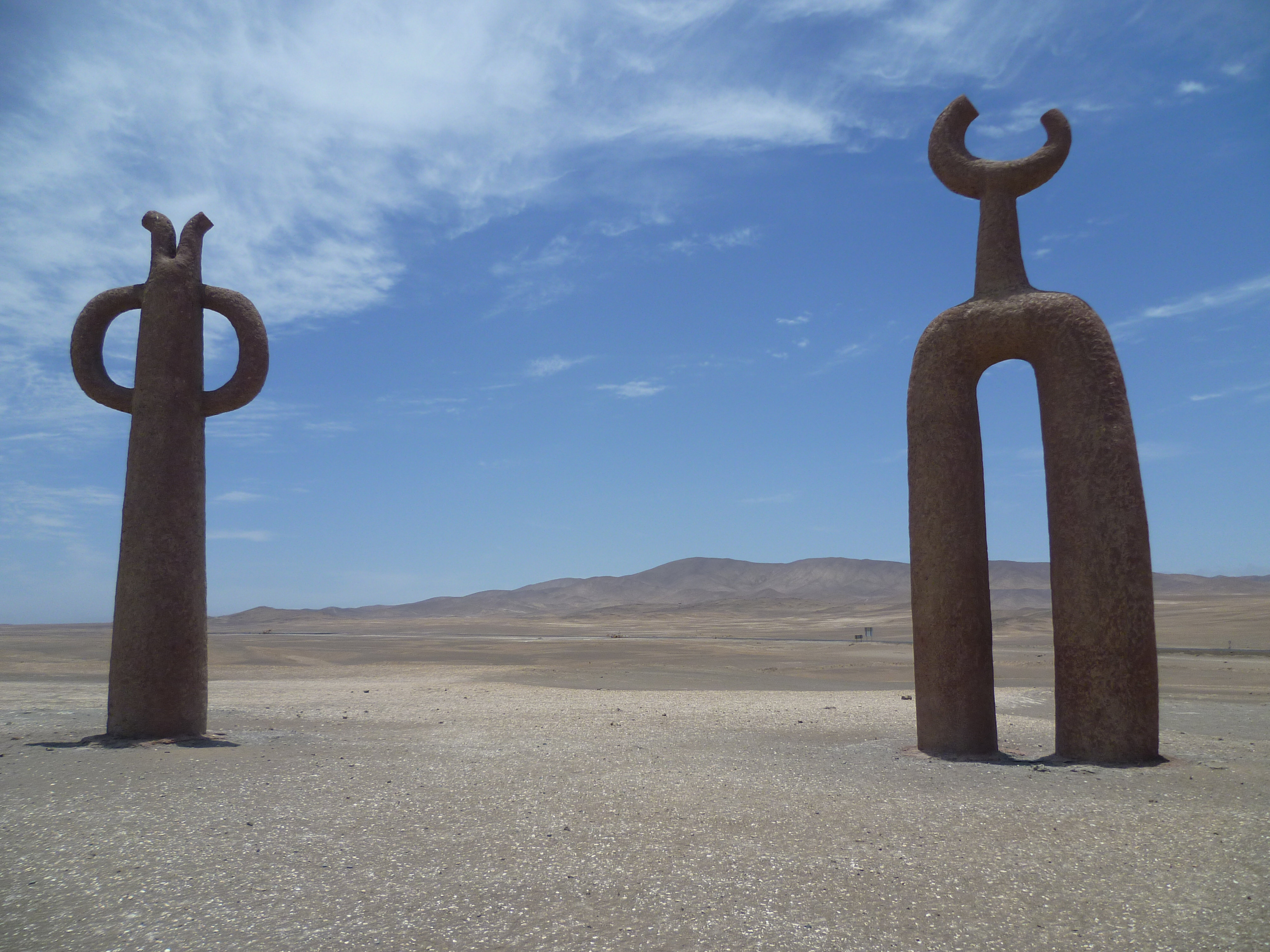
Presencias tutelares.

Entre los atractivos turísticos de la ciudad, el principal es el Morro de Arica.
El centro histórico de la ciudad se encuentra formado por angostas calles, como es típico de la arquitectura colonial española. Dichas calles se encuentran rodeadas de árboles, algunas convertidas en paseos peatonales, como el paseo peatonal "21 de Mayo" y el paseo "Bolognesi". La "Plaza Fundacional" que corresponde al centro cívico de la ciudad y que, actualmente, cuenta con piletas y áreas verdes. 
También se recomienda recorrer los valles de Lluta y Azapa para observar los geoglifos y petroglifos, además de otros puntos arqueológicos como el Pucará de San Lorenzo y el Museo Arqueológico de San Miguel, ambos en Azapa. También se debe visitar las aldeas y pueblos que se ubican en las rutas señalizadas, las cuales ofrecen servicios y restaurantes con gastronomía típica de la zona.
Otro atractivo turístico de Arica es el Humedal del Río Lluta, donde se pueden observar diversas especies de aves locales y migratorias que se albergan allí durante ciertas épocas del año. Por último, el "Santuario del Picaflor", ubicado en el kilómetro 14 del Valle de Azapa, en el cual se puede observar el hábitat de esta ave y sus nidos en los árboles.
El borde costero de la ciudad se caracteriza por tener un amplio abanico de actividades recreativas y deportivas, especialmente en el sector de Playa Chinchorro, donde existen pequeñas áreas de comida, restaurantes, juegos y un paseo peatonal. Además, la Playa Chichorro se caracteriza por poseer el atractivo visual de las calderas del buque estadounidense Wateree, que fue arrastrado en el siglo XIX a causa del maremoto de 1868, y que terminó varado a más de 800 metros tierra adentro.
El sector céntrico de la ciudad carece de una costanera turística, ya que en este lugar se encuentra el puerto, cuyos astilleros con barcos en estado de abandono y residuos de minerales pesados, contrasta enormemente con la potencialidad turística de la ciudad. Sin embargo se han anunciado proyectos que permitirían a la ciudad ofrecer un entorno más amigable para los turistas y recurrentes cruceros que utilizan el puerto como lugar de abastecimiento.

### Manzana Eiffel
Otro sitio turístico para visitar es la llamada "Manzana Eiffel" que corresponde a las calles donde se encuentran las obras del ingeniero y arquitecto francés Gustave Eiffel en la ciudad.
- Catedral San Marcos de Arica: Según la historia, esta iglesia no estaba destinada a la ciudad de Arica, sino al balneario de Ancón en Perú. Posee un estilo neogótico y fue declarada Monumento Nacional en 1984. Su campana fue declarada Monumento Histórico en el año 2002.
- Ex Casa de la Gobernación: Fue edificada en los talleres de Gustave Eiffel en 1876. Su estructura es muy diversa, ya que se ocuparon una gran cantidad de materiales para su construcción, incluyendo ladrillo, madera, baldosas, etc. Fue declarada como Inmueble de conservación histórica en el 2009.
- Casa de la Cultura de Arica: Conocida también como la "Ex-Aduana", corresponde a una de las obras de reconstrucción posteriores al terremoto de 1868. Fue una de las primeras construcciones metálicas prefabricadas y posee un estilo neoclásico. Fue declarada Monumento Nacional en 1977. Actualmente cuenta con un anfiteatro al aire libre, donde la comunidad puede apreciar de manera gratuita diversas manifestaciones artísticas.

### Otros Monumentos

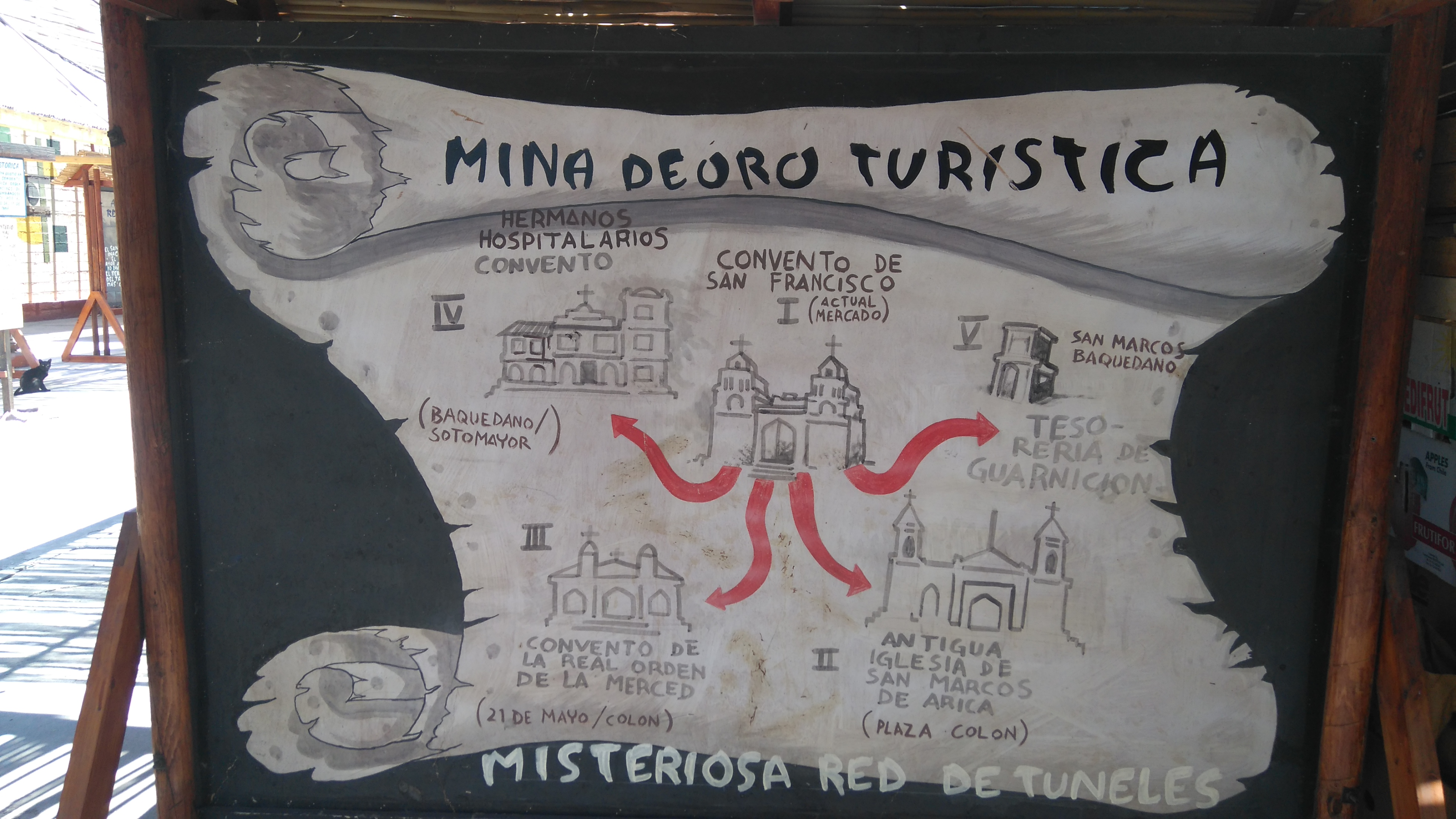
Mapa de los túneles subterráneos en el Mercado Central de Arica.

- Casa Bolognesi: Fue construida en el año 1870, y es conocida en Perú como la "Casa de la Respuesta". En el año 2009 fue declarada Inmueble de Conservación Histórica y actualmente pertenece al Gobierno de Perú, según el Tratado de 1929.
- Mercado Central: Fue construido en 1875. Durante la colonia española perteneció a Don Gaspar de Oviedo, quien posteriormente cedió los terrenos a la orden de los franciscanos. El terreno donde se encuentra el actual Mercado fue utilizado para construir un convento en 1712. Bajo su suelo existe una red de túneles que eran usados como refugio ante los ataques piratas y, más tarde, como conexiones subterráneas entre los demás monasterios e iglesias. Luego fue utilizado por la caballería del regimiento peruano hasta el terremoto de 1868.
- Casa Yanulaque: Fue construida en el siglo XIX. Es conocida por ser el lugar donde se hospedó el último alcalde peruano de la ciudad, Domingo Pescetto.
- Estación del Ferrocarril Arica-La Paz: En 1990 el edificio fue declarado Monumento Histórico y se mantuvo en servicio regular hasta el año 2001. Actualmente se trabaja en la reparación de las líneas férreas del lado chileno. Frente al ferrocarril se encuentra una locomotora alemana utilizada en dichos trayectos durante los años de funcionamiento del complejo.
- Poblado Artesanal: Se trata de una réplica del pueblo de Parinacota en la Sierra y que fue instalado en noviembre de 1979 por la iniciativa del artesano José Raúl Naranjo Meneses durante la alcaldía de Manuel Castillo Ibaceta.

### Museos
La ciudad de Arica cuenta con cuatro museos importantes, de los cuales dos de ellos están dedicados a la Cultura Chinchorro de la zona.
- Museo Arqueológico y Antropológico de San Miguel de Azapa: En él se alberga a las momias de la cultura Chinchorro, consideradas las más antiguas del mundo.
- Museo de Sitio Colón 10: En el año 2004, mientras se construía un hotel en dicho sector, se descubrió un cementerio con 48 momias de la Cultura Chinchorro. Debido al descubrimiento, la Universidad de Tarapacá compró los terrenos e inauguró el museo en el 2009. En él es posible observar a las momias junto a otros objetos en el mismo lugar donde fueron halladas.
- Museo del Mar: Fue inaugurado en 2006 por Nicolás Hrepic, un coleccionista de conchas marinas. Su colección alberga más de 1200 especies de conchas de distintas partes de Chile y el mundo.
- Museo Histórico y de Armas de Arica: Está ubicado en la cima del Morro y posee distintos artilugios de la Guerra del Pacífico.

### Playas de Arica
Son más de 20 km de playas, y sin que atraviese la Cordillera de la Costa en el sector norte, lo que la hace particular y diferente al resto de las ciudades de Chile en cuanto a topografía. De norte a sur se ubican las playas Las Machas, Chinchorro, Playa La Puntilla, del Alacrán, El Laucho, La Lisera, Playa Brava, Arenillas Negras, La Capilla, Corazones y La Liserilla.
En algunas de estas playas es posible practicar deportes como el surf, bodyboard, kayak, entre otros. Sin embargo, otras playas de Arica no son aptas para el baño debido a sus fuertes corrientes y a los rocas que estas poseen.

### Otros lugares turísticos

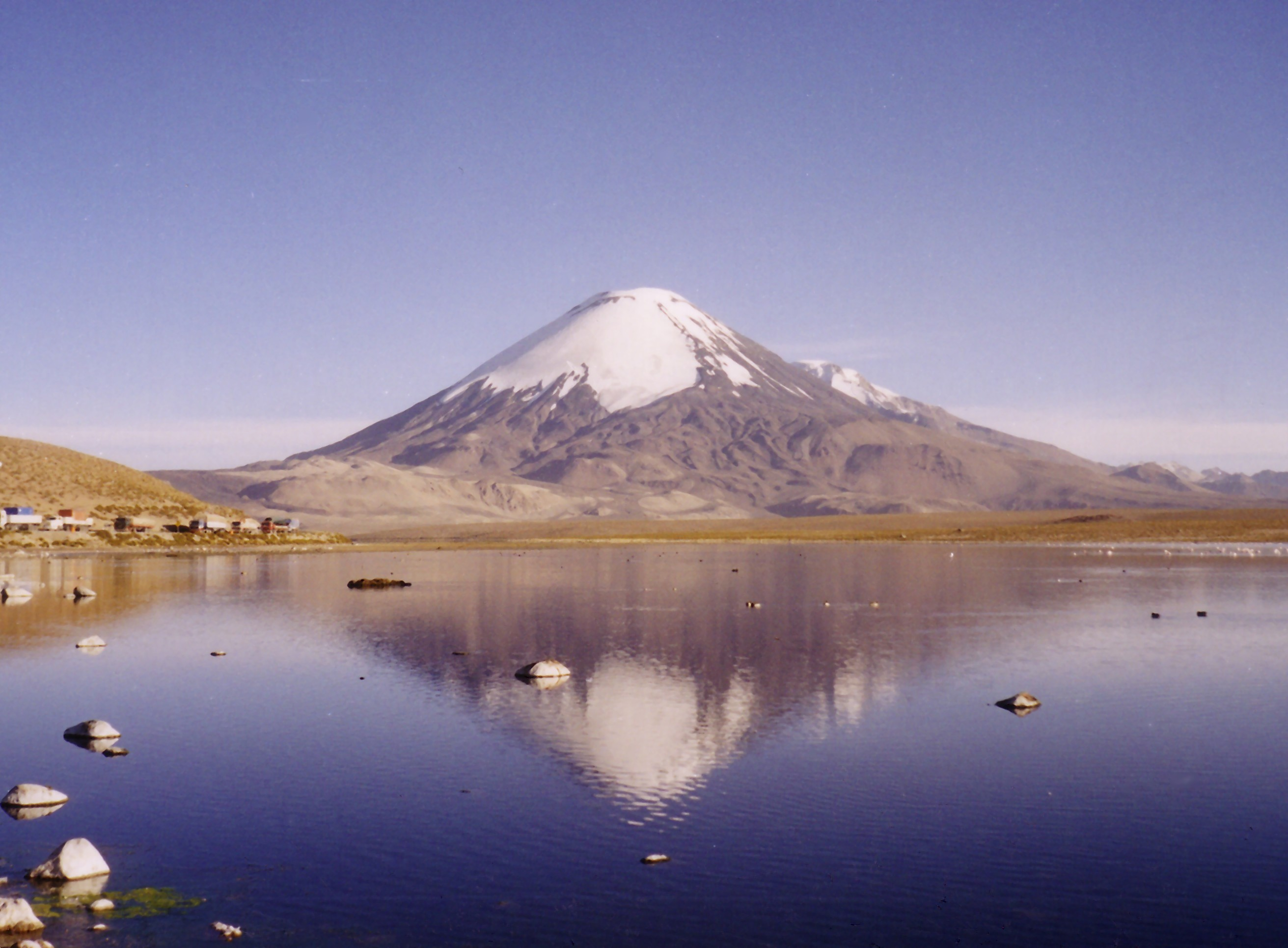
Lago Chungará.

- Cuevas de Anzota: Es un conjunto de cuevas situado a 12 km al sur de la denominada Playa Corazones en Arica, en la provincia de la Región de Arica y Parinacota, Chile. En ellas se puede apreciar las cavernas, los acantilados y la fauna de la región. En este lugar los visitantes pueden escalar y realizar trekking, y de esta forma disfrutar el panorama natural que los rodea.
- Presencias tutelares: Están ubicadas en la Ruta 5 Norte a 20 minutos de la ciudad de Arica hacia el sur. Son esculturas ubicadas en pleno desierto, cuya ubicación se caracteriza por tener una preciosa vista del desierto, el espacio y además de una mística que se siente en el aire.
- Ruta de las Misiones: Se trata de una de las tantas rutas patrimoniales de la ciudad, en la cual se puede ir en auto o con un tour especial hacia las distintas iglesias de los pueblos del interior de Arica, como Ticnamar, Socoroma, Pachama, etc.
- Parque Nacional Lauca: Este comprende la precordillera y el altiplano andino (entre los 3200 a 6342 m s. n. m.) del extremo este de la Región de Arica y Parinacota, comuna de Putre y provincia de Parinacota.
- Lago Chungará: Arica es la principal vía de acceso hacia el lago, considerado uno de los más altos del mundo, con una altura aproximada de 4517 m s. n. m. Este se ubica dentro del Parque Nacional Lauca.
- Pucará de Copaquilla: A unos 3000 m s. n. m., data del siglo XII, declarado Monumento Nacional, ubicado en un promontorio que cumple la función de defensa, posee un doble muro de piedra, que protege una serie de espacios internos. Desde este punto es posible observar las quebradas y la precordillera.
- Termas de Jurasi: Se encuentra a unos pocos kilómetros al sudeste de Putre, por la Ruta 11-CH, desviándose por un camino de tierra. Son aguas de origen subterráneo que adoptan temperaturas sobre los 40 °C que tienen propiedades medicinales.
- Valle de Codpa: Se ubica en la comuna de Camarones, provincia de Arica. Se caracteriza por el vino Pintatani y por la Iglesia de San Martín de Tours, además de la Fiesta de la Vendimia que se realiza cada año en abril.
- Pueblo de Guañacagua: Está ubicado en la quebrada de Sivitaya, a 5 km al este de Codpa. Se caracteriza por su iglesia y el campanario de Guatanave, que está al costado del camino entre Codpa y Guañacagua.

## Cultura

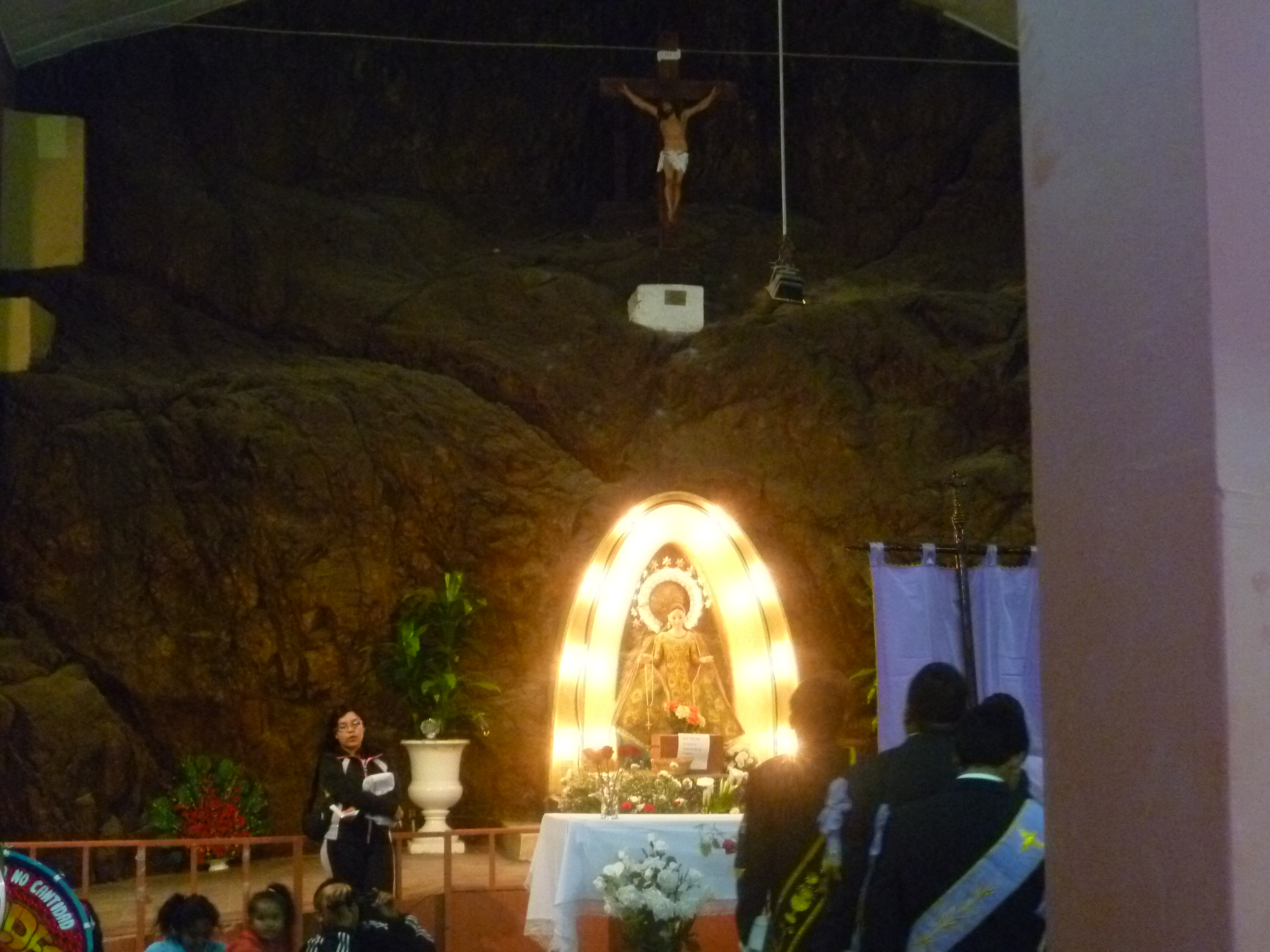
Festividad de la Virgen de Las Peñas, Livilcar, Arica.

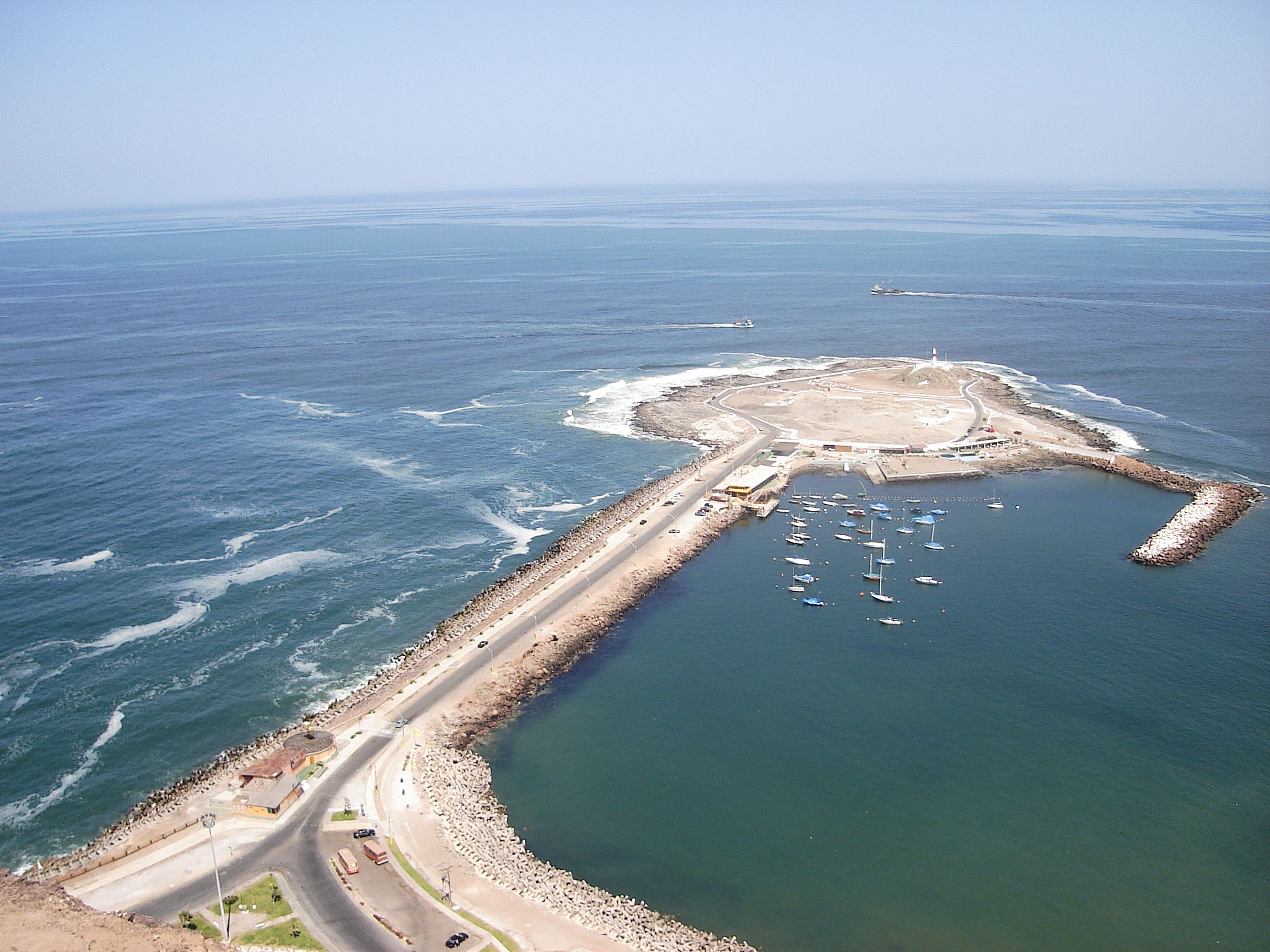
Vista panorámica de la Península del Alacrán desde el Morro de Arica.

### Gastronomía
La Región de Arica y Parinacota, al presentar una variada geografía y privilegiadas condiciones de clima, permite la producción en sus cuatro pisos ecológicos: costa, valle, precordillera y altiplano, abasteciendo a la región con una gran diversidad de productos marinos, agrícolas y ganaderos. Los productos más destacados de la gastronomía ariqueña son:
- Quinua: Cereal nutritivo y rico en hierro, de textura suave y crujiente.
- Choclo Blanco: Este es producido en los valles y precordillera. Se destaca el choclo de Socoroma, por su sabor dulce, y su textura suave, tierna y lechosa.
- Papa Chuño: En la región se produce una gran variedad de papas: colorada, amarilla, blanca, chuño. Esta última es sometida a un proceso de deshidratación (técnica utilizada hace más de 2 milenios), entre los meses de junio y agosto, época de intenso frío, donde la papa se expone a bajas temperaturas y luego a fuertes insolaciones durante el día.
- Tomate de Azapa: Este se destaca por su sabor dulce, el intenso color rojo, y su textura carnosa y fresca.
- Aceituna de Azapa: Carnosa, de sabor fuerte, con tonos amargos y ácidos dependiendo del tipo de aceituna: amarga, sin amargura y verde.
- Queso Blanco: Producto derivado de la leche de cabra o vaca, producidos en los valles interiores y precordillera. Existen preparaciones de quesos blancos con pimentón, orégano, y aceituna.
- Frutas: Estas son producidas en los valles y precordillera. Destacan el maracuyá de sabor ácido y pulpa acuosa, la guayaba de sabor suave, como también el mango y el tumbo, dulces y cremosos.
- Comidas:

Desayuno ariqueño: Se trata de una centenaria preparación consistente en un pan de marraqueta con mantequilla y aceituna de Azapa más un té con hierba luisa.
Copa Martínez: Es un batido de huevos crudos con ceviche, piure y surtido de mariscos; nombrado así por su creador, dueño de una marisquería local.

### Eventos

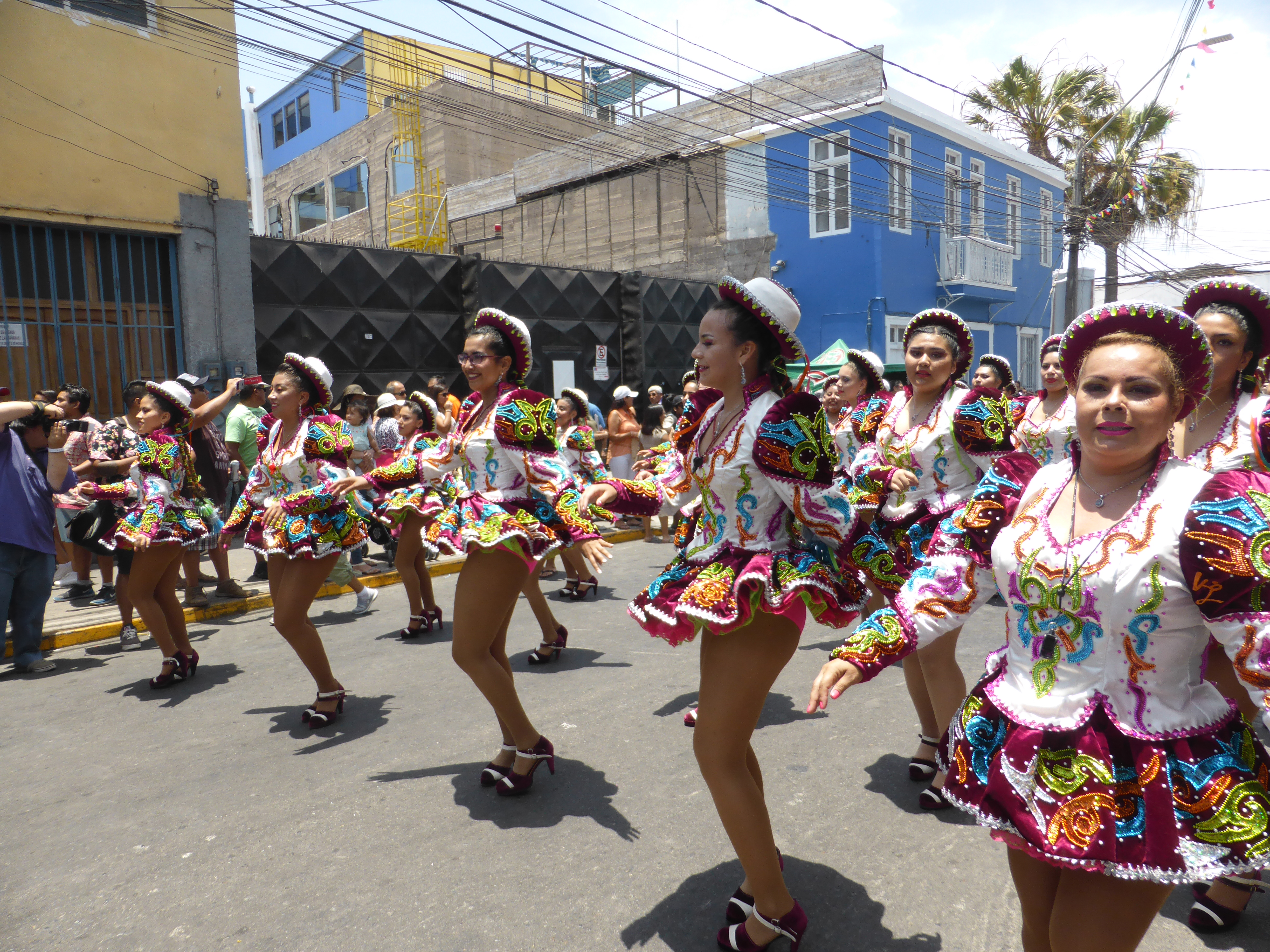
Carnaval con la Fuerza del Sol.

Las actividades y eventos más destacados son:
- Enero o Febrero: Carnaval con la Fuerza del Sol. Tres días de carnaval con actividades artísticas, culturales y deportivas.

●  Grand Slam de bodyboard “Arica Chilean Challenge”
- Junio: Semana Ariqueña, con el Campeonato Nacional de Cueca.
- 7 de junio: Batalla de Arica, también llamado Asalto y Toma del Morro de Arica (Feriado Regional).
- 29 de junio: Fiesta de San Pedro, con procesiones de pescadores en la bahía.
- Julio: Arica Pro Tour, campeonato internacional de surf, fecha del Circuito Mundial. Fiesta Chica de La Tirana en la Iglesia Católica "Virgen del Carmen", ubicada en la Avenida Tucapel.
- Agosto: Festival del Choclo de Lluta
- Primer domingo de octubre: Fiesta Grande de la Virgen de Las Peñas, con más de 40.000 personas que peregrinan 16 km por escarpados senderos precordilleranos del Valle de Azapa hasta el Santuario Nuestra Señora del Rosario de Las Peñas.
- 8 de diciembre, Fiesta Chica de la Virgen de Las Peñas.

## Deportes
En octubre de 1901, la población peruana formó el primer club de fútbol de la ciudad, llamado "The Arica Football Club", que fue presidido por E. Lizardo Belaúnde y competía con otros de la ciudad de Tacna (Diario "El Morro de Arica" n.º 1115).
Cuando Arica fue sede de la Copa Mundial de Fútbol de 1962, Chile consiguió la clasificación a la semifinal en el Estadio Carlos Dittborn, que en el marco de la política de fortalecimiento de Arica se había construido especialmente, venciendo al campeón de Europa, la URSS, por 2 goles a 1, efectuados por los seleccionados Eladio Rojas y Leonel Sánchez. Además, en esta ciudad se realizó el primer y único gol olímpico de la historia de los mundiales, cuando -en el encuentro Colombia-Unión Soviética- el colombiano Marcos Coll le anotó al portero de la URSS Lev Yashin el 3 de junio de 1962.
En 1972, la Junta de Adelanto de Arica completó la construcción de la 'Piscina Olímpica de Arica', que sigue en funciones hasta el dia de hoy. Es una de las solo 3 piscinas olímpicas de uso público que existen en Chile (las otras 2 están en Santiago). Es una de las grandes obras de arquitectura moderna de Arica y de la arquitectura chilena.
En el año 2004, entre el 8 y el 13 de agosto, se llevó a cabo el "Primer Mundial de Body Board “Arica Chilean Challenge” o "ACC".
En septiembre de 2006, el ariqueño Patricio Sáez Godoy se corona campeón mundial individual de caza submarina, realizado en Lisboa, Portugal.
Entre el 20 y 28 de junio de 2007 se desarrolló el Campeonato Mundial de Surf "Rip Curl Search Chile 2007", Actividad donde participan los mejores surfistas del mundo. Se coronó campeón el hawaiiano Andy Irons, y en la competencia “Foster’s Surf Show Down”, se coronaron campeones Ramón Navarro y Manuel Selman.
Ricardo Soto, quien practica tiro con arco en el club Ajayu Thaya (que en idioma aimara significa «el alma del viento»), tuvo la posibilidad de ir a los Juegos Olímpicos de Río 2016 a la edad de 16 años, siendo así el más joven entre los competidores de la especialidad. En la competencia terminó en la posición 13.º Este hecho es histórico para este deporte en Chile, y además en cierta forma representó a la ciudad de Arica ya que empezó a practicar el deporte en la ciudad nortina.

### Equipos de Fútbol

#### San Marcos de Arica
San Marcos de Arica, fundado el 14 de febrero de 1978, ha participado en la Primera y Segunda División del fútbol profesional con el nombre de «Club de Deportes Arica» (CDA) y desde 2005, en Tercera División, como «Club Deportivo San Marcos de Arica».
- En 1981, se coronó campeón del Torneo de Apertura de la Segunda División. Deportes Arica tuvo como pioneros del fútbol en 1978 a un arquero llamado Alfredo Peña Parra (portero en ese entonces de Ferroviarios de Santiago), también a Juan Carlos Escanilla (volante de creación), Rivadeneira (delantero) y Luis Escanilla (defensa), todos ellos crearon en un momento el fútbol profesional, e incluso se jugó contra Universidad de Chile con un marcador de 1-0 a favor de Deportes Arica. En 1981, se titula Campeón de la Copa Chile de Segunda División, Campeón del Torneo de Segunda División y obtiene la Copa Campeón de Campeones, ganando a Colo-Colo por 3 goles a 2, el 31 de enero de 1982, en el Estadio Carlos Dittborn. Dichos logros, fueron debido al aporte del recordado entrenador Alicel Belmar.
- Se corona Campeón del Torneo de Tercera División Sub-23, versión 2007, siendo entrenador Miguel Alegre, recuperando la categoría en el fútbol profesional. Accede al Torneo de Primera B, versión 2008.
- En noviembre de 2012 se corona como Campeón de la Primera B que es la segunda categoría del fútbol chileno, al terminar puntero los torneos de Apertura y Clausura de la temporada, liderando la tabla anual y obteniendo el pase directo a la Primera División, tras 27 años de ausencia, pero solo fue por poco tiempo y vuelve a Primera B.
- En el 2014 se produce su retorno a la Primera A.

#### Universidad de Tarapacá
Participó en la Tercera División de Chile entre los años 2006 y 2008.

## Educación

### Universidades
Ciudad con tradición universitaria, en que en los años 1960 y 1970 se encontraban las sedes de la Universidad de Chile y Universidad Católica del Norte; de la fusión de estas surge en 1981 la Universidad de Tarapacá; actualmente se encuentran dos universidades que pertenecen al consejo de rectores, la Universidad de Tarapacá y la Universidad Arturo Prat.
Las universidades privadas como INACAP, Universidad del Mar y la Universidad Santo Tomás han instalado sedes, que se ubican en el casco antiguo de la ciudad. En 2013, se sumó la Universidad La República que también abrió su sede en el casco histórico de Arica.

## Himno de Arica
Fue compuesto por Pedro Ariel Olea, poeta nacido en Curarrehue, Pucón. Transcurrido el tiempo a comienzos por la década de los años cincuenta, ya había compuesto el himno de Iquique; después por petición del presidente del “Centro Hijos de Arica”, señor, Lautaro Ostornol y por medio de los señores, Javier Rengifo y Enrique Soro le propusieron que hiciera el himno de Arica, sin herir a los países vecinos.
El estreno del himno fue presentado oficialmente a la ciudadanía en la gran retreta militar, por los efectivos del “Regimiento Rancagua” de Arica, cuya presentación se hizo en los faldeos del “Morro”, la noche del 7 de junio de 1955.

## Ciudades Hermanas
Arica mantiene un hermanamiento de ciudades con:
- Arequipa, Perú.
- Artigas, Uruguay.
- Bressuire, Nueva Aquitania, Francia.
- Ciudad de Iquitos, Departamento de Loreto, Perú.
- Cochabamba, Bolivia.
- Cuiabá, Mato Grosso, Brasil.
- Eilat, Israel.
- La Paz, Bolivia.
- Montevideo, Uruguay.
- Moquegua, Perú.
- Rondonia, Brasil.
- Santa Cruz de la Sierra, Bolivia.
- Tacna, Perú.
- Taiohae, Islas Marquesas, Polinesia Francesa.
- Tulcán, Carchi, Ecuador.
- Puno, Perú.

Arica pertenece a la red de Mercociudades, firmada por 180 urbes de los países miembros del Mercosur.

## Lugares Homónimos
- Puerto Arica, Colombia
- Puerto Arica, Perú